# Richard Wagner und der Antisemitismus

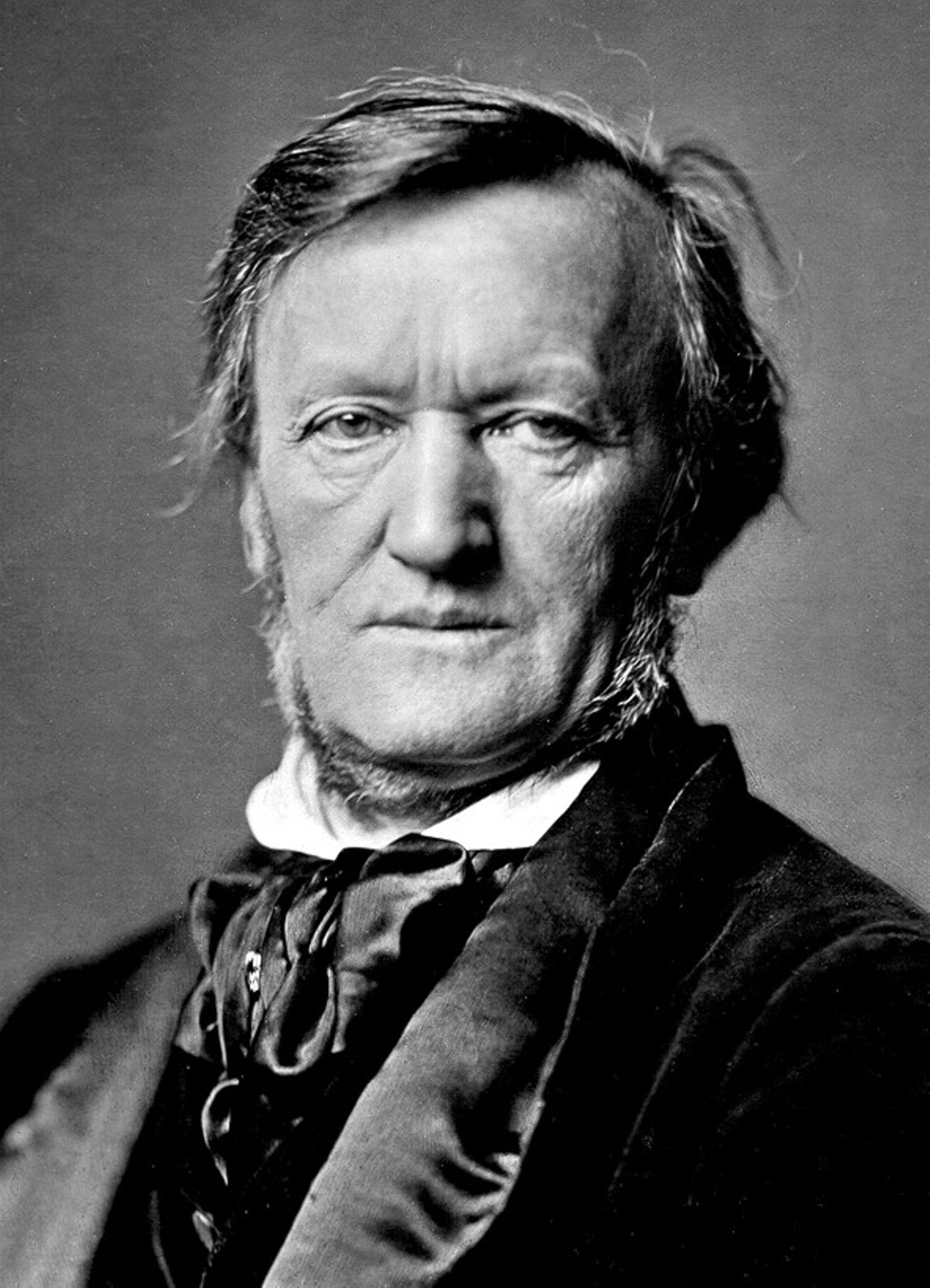
Richard Wagner, Photographie von Franz Hanfstaengl, 1871

Richard Wagners Antisemitismus ist ein Gegenstand der Wagner-Forschung.
Mit seiner Schrift Das Judenthum in der Musik sowie weiteren Essays und Äußerungen ging Richard Wagner in die Geschichte des Antisemitismus ein.
Ausgehend von Adolf Hitlers Wagner-Verehrung wurde das musikdramatische Œuvre Wagners in der Zeit des Nationalsozialismus zum Staatskult erhoben und diente der Ästhetisierung und weihevollen Überhöhung der Politik. Der Antisemitismus Richard Wagners und der Missbrauch seiner Werke während der NS-Zeit sind wesentliche Gründe dafür, dass der Komponist bis in die Gegenwart umstritten bleibt und sich an ihm die Geister scheiden.
Schon zu Lebzeiten Wagners setzten sich jüdische Interpreten für ihn ein, obwohl ihnen sein Antisemitismus bekannt war. Nach Wagners Tod wurde seine Musik weiterhin von Juden aufgeführt. Zu ihnen gehörten Hermann Levi, der die Uraufführung des Parsifal dirigierte, Angelo Neumann, Joseph Rubinstein, Gustav Mahler, Bruno Walter und Leonard Bernstein, der wie Daniel Barenboim und andere dafür plädierte, Wagner auch in Israel zu spielen.
In keinem Bereich der Wagner-Forschung finden sich so umfangreiche und teils widersprüchliche Beurteilungen wie hier. So wird nach Kontinuitäten gefragt und überlegt, ob und inwieweit Wagners Vorstellungen Hitler beeinflussten oder den Nationalsozialismus vorwegnahmen. Ob sich Wagners Antisemitismus in seinen Musikdramen niedergeschlagen hat, wird in der Forschung unterschiedlich beurteilt.

## Hintergrund
Richard Wagner spielte eine Schlüsselrolle in der Entwicklung des deutschen und europäischen Antisemitismus seit 1848. Kein Bereich der Forschung ist indes durch eine derart breite und stellenweise widersprüchliche Bewertung geprägt wie der Antisemitismus Wagners.
Seine Haltung steht im Kontext zeitgenössischer europäischer und deutscher Diskussionen. So griff er verbreitete antijudaistische und frühantisemitische Stereotype und Reflexe auf, die auch auf Martin Luthers Judenschriften zurückgeführt werden. In Deutschland verband sich im 19. Jahrhundert der religiös motivierte Antijudaismus mit politischen und ökonomischen, kulturellen und sozialen Elementen des modernen Antisemitismus.
Wie die für die Forschung bedeutsamen Tagebücher Cosima Wagners zeigen, speiste sich Wagners Haltung auch aus überkommenen religiösen Vorbehalten. So erblickte er eine tiefe Kluft zwischen dem Alten Testament, im Judentum als Tanach bezeichnet, und dem christlichen Neuen Testament, das nach seiner Auffassung mit der Gesetzesreligion gebrochen habe. Jahve sei der Gott des Gesetzes, Jesus Christus hingegen der liebende, vergebende und erlösende Gott, wie er ihn in seinem frühen, fragmentarisch gebliebenen Drama Jesus von Nazareth zeichnete. Wagner führte drei Elemente auf jüdischen Einfluss zurück, die dem christlichen Erlösungsgedanken zutiefst geschadet hätten: die Vorstellung einer Hölle, die Aufstachelung zu Kriegen (obwohl er selbst den Deutsch-Französischen Krieg 1870/71 enthusiastisch begrüßt hatte) und die Verdrängung eines angeblich durch Jesus gepredigten Vegetarismus zugunsten einer neuen Lust am Fleischverzehr. Zugleich deutete er Zweifel am Judentum Jesu an.
Seit dem Ende des 18. Jahrhunderts gab es in Deutschland einen zunehmenden Judenhass, der sich nicht nur gewalttätig entlud wie in den Hep-Hep-Krawallen, sondern auch viele Broschüren und Pamphlete hervorbrachte. In ihnen artikulierte sich die Judenfeindschaft in stellenweise massiver und brutaler Sprache. Gemessen an diesen Schriften des Frühantisemitismus ist Wagners Sprache von 1850 laut Jens Malte Fischer noch als „relativ moderat“ einzustufen. Er habe die vorherigen Äußerungen gekannt und sich in seiner Polemik auch ausdrücklich auf sie bezogen. So hatten bereits Johann Gottfried Herder, Bruno Bauer und Karl Marx geschrieben, Juden seien unfähig, sich künstlerisch zu äußern. In älteren Standardwerken zur Musikgeschichte – etwa in Johann Nikolaus Forkels Allgemeiner Geschichte der Musik (1788) – war jüdische religiöse Musik als minderwertig beurteilt worden; im Zusammenhang mit der Revolution von 1848 hatten sich antisemitische Tendenzen gegenüber Mendelssohn und Meyerbeer verstärkt.
Allerdings war Wagner der erste Autor, der sich so ausführlich äußerte und den Frühantisemitismus systematisch auf die Musik und das Musikleben übertrug.
Seine Schriften und Äußerungen über und gegen Juden sowie zur Judenfrage spiegeln die Breite der zeitgenössischen antisemitischen und rassistischen Vorurteile und Stereotype wider. Das Spektrum reicht von niedersten, affektiven Tiraden und Tiervergleichen über ausgeklügelte Theorien bis hin zu beinahe versöhnlichen Tönen und zur Identifizierung mit der vermeintlichen Außenseiterrolle der Juden.

### Cosima Wagners Tagebücher

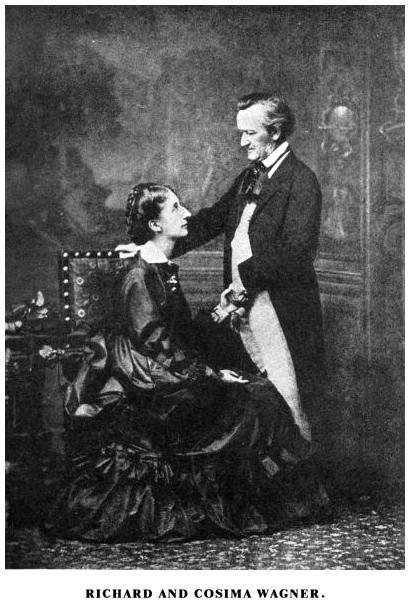
Richard und Cosima Wagner, 1872

Die heftigsten antisemitischen Ausfälle finden sich in privaten Äußerungen, die Cosima Wagner in ihren Tagebüchern aus den Jahren 1869 bis 1883 festhielt. Cosima vertrat ebenfalls antisemitische Positionen, die sie auch nach Wagners Tod offensiv verbreitete. Ihre penibel geführten Tagebücher sind in der Wagner-Forschung sehr bedeutsam: Sie enthalten eine Fülle von Aussagen, die den widersprüchlichen, sich wandelnden Antisemitismus ihres Mannes zeigen wie sonst kein anderes Dokument.
Hans Mayer bezeichnete die 1976 erstmals veröffentlichten Aufzeichnungen als eine „historische Quelle von höchstem Rang“. Wer sich mit Wagner befasse, müsse „sich auf das Ganze einlassen“, das hier, „was auch immer Adorno einwenden mochte“, das Wahre sei. Wagner habe die „geistigen Stationen seines Lebens“ ebenso wie die „Lebenserfahrungen eines geistigen Mitläufers“ aufbewahren können: „Hense und Feuerbach, Proudhon und Bakunin, Schopenhauer und die Rassentheorien des Grafen Gobineau.“ Wie er in einem Gespräch mit Heinz-Klaus Metzger und Rainer Riehn erklärte, würden Wagners erschreckende Aussagen in den Tagebüchern weit über die der Judentumsschrift hinausgehen.
Das Spektrum der Äußerungen ist sehr groß, aber durchgehend von persönlicher Abneigung geprägt. Die Ablehnung schwächt sich in der Regel nur dann ab, wenn Personen des inneren Kreises betroffen sind. Unter den Herabwürdigungen finden sich zahlreiche Vergleiche mit Tieren und Krankheiten.
Wie eine fixe Idee wiederholt und variiert Wagner jahrelang die These, Juden hätten die deutsche Identitätsfindung gestört und den Untergang deutscher Kultur beschleunigt. Dieser Zusammenhang erklärt Wagners Sympathie mit der antisemitischen Bewegung des Kaiserreiches. Adolf Stoecker, der in Wahnfried gelobt wurde, gründete 1878 die antisemitische Christlich-Soziale Arbeiterpartei, die eine von konservativen Kreisen getragene, überwiegend sozialpolitisch ausgerichtete Form des Antisemitismus vertrat. Cosima äußerte sich anerkennend und schrieb, sie „lese eine sehr gute Rede des Pfarrers Stöcker über das Judentum. R ist für völlige Ausweisung.“ Neben Stoecker zitierte Cosima auch andere antisemitische Autoren wie Wilhelm Marr, Constantin Frantz, Paul de Lagarde und Eugen Dühring.
Geht es um die jüdische Emanzipation im Zusammenhang mit der „verspäteten Nation“, erblickt Wagner Juden als Störfaktoren auf dem Weg zu einer deutschen Identität, die noch nicht ausgebildet sei. Er habe zwar „die besten Freunde unter den Juden, [...] aber ihre Emanzipation und Gleichstellung, bevor wir Deutschen etwas waren, sei verderblich gewesen“. Juden seien mindestens 50 Jahre verfrüht „amalgamiert“ worden und hätten deswegen „zu früh in unsere Kulturzustände eingegriffen“ und verhindert, „daß das allgemein Menschliche, welches aus dem deutschen Wesen sich hätte entwickeln sollen, [...] auch dem Jüdischen zugute“ gekommen wäre.
An einer anderen Stelle heißt es: „Wenn ich noch einmal über die Juden schriebe, würde ich sagen, es sei nichts gegen sie einzuwenden, nur seien sie zu früh zu uns Deutschen getreten, wir seien nicht fest genug gewesen, um dieses Element in uns aufnehmen zu können.“ Udo Bermbach hält diese private Mitteilung für authentisch und versteht sie als fast versöhnliches Ergebnis eines langen Weges teils widersprüchlicher antisemitischer Aussagen.
Während sich in den Tagebüchern Ausfälle gegen Mendelssohn und Meyerbeer finden, gibt es gegenüber Jacques Offenbach keine vergleichbaren Bemerkungen, obwohl Wagner ihn verachtete und sich in seinen Erinnerungen an Auber einen heftigen Seitenhieb leistete. Jens Malte Fischer führt dies darauf zurück, dass Wagner bei Offenbach keine Konkurrenzängste verspürte.

### Heinrich Heine und Friedrich Nietzsche

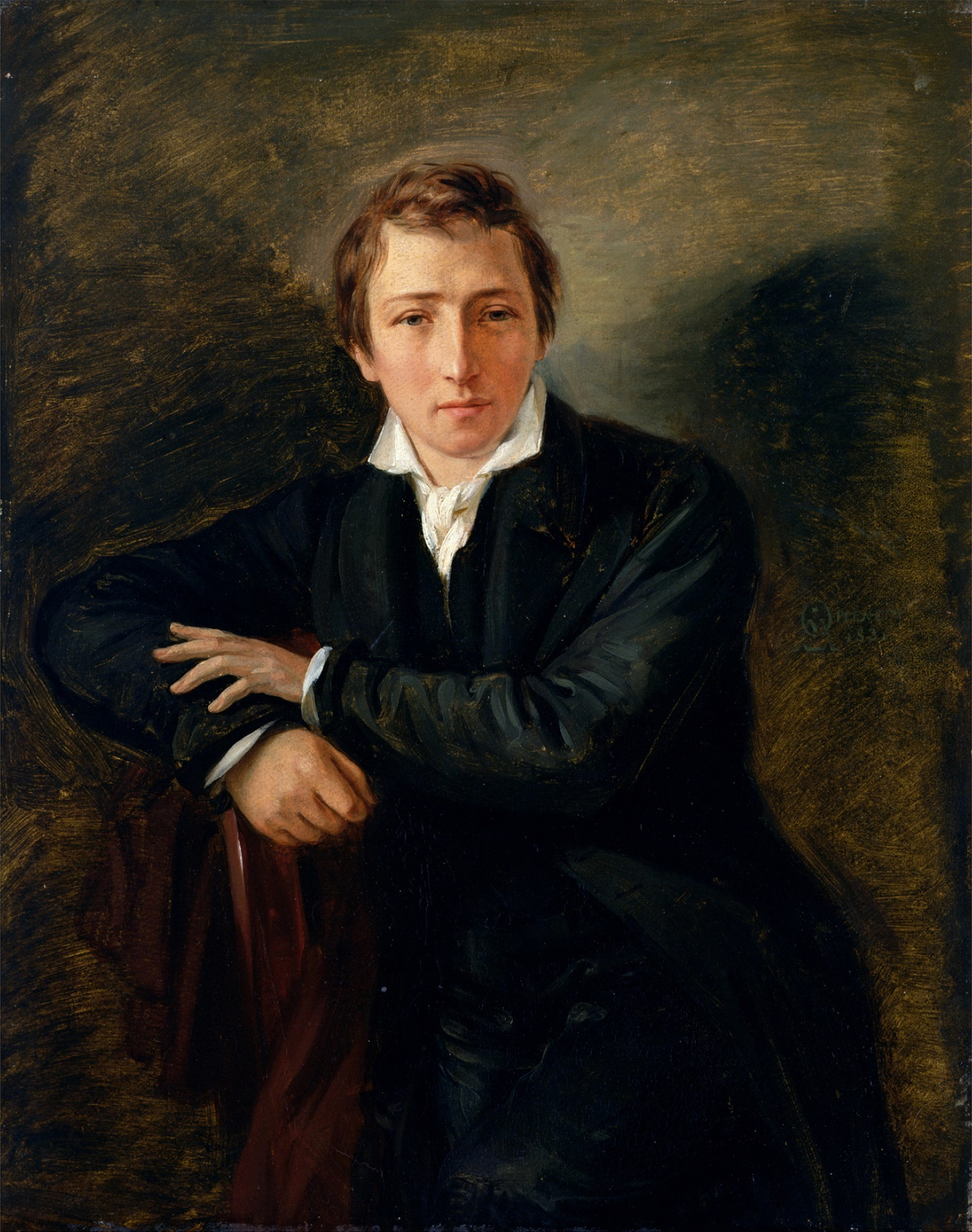
Heinrich Heine, Gemälde von Moritz Daniel Oppenheim, 1831

Richard Wagner begrüßte die Julirevolution von 1830, mit der „die geschichtliche Welt“ in sein Bewusstsein trat, wie er sich ausdrückte. Im Jahre 1831 machte ihn ein Studienfreund auf die Lyrik und Prosa des getauften Juden Heinrich Heine aufmerksam. Er las Heines Französische Zustände, den ersten Teil des Salon und weitere Schriften auch anderer Autoren und wurde Anhänger des Jungen Deutschland. Seine sonst „nirgends im Leben“ zu stillende Sehnsucht sei durch Wilhelm Heinses Briefroman Ardinghello und Werke Heines gestillt worden, wie er 1851 in den Mitteilungen an meine Freunde berichtete.
Um die Jahreswende 1839/40 lernte er Heine persönlich kennen. Er besuchte ihn in dessen Wohnung in der Rue du Faubourg Poissonnière, um ihm seine künstlerischen Pläne vorzustellen. Die Bekanntschaft war von Heinrich Laube vermittelt worden, der Wagner während dieser Zeit finanziell und geistig unterstützte.
Heine und Wagner einte die Ablehnung der politischen Zustände in Deutschland. Nachdem Heine seine folgenreiche Börne-Denkschrift (1840) veröffentlicht hatte, wurde er dort heftig angefeindet.
Mit dem autobiographisch-zeitgeschichtlichen Werk reagierte er auf die schweren Vorwürfe Ludwig Börnes in dessen 1833 veröffentlichten Briefen aus Paris (Nr. 74 und 109). Er machte sich über die platonische Dreiecksbeziehung zwischen Jeanette Wohl, ihrem Ehemann Salomon Strauß und Börne lustig, worauf Strauß ihn in Paris öffentlich zur Rede stellte und später noch behauptete, er habe ihn geohrfeigt. Heine forderte ihn zum Duell, das allerdings glimpflich verlief. Weite Teile der deutschen Presse griffen den Skandal begierig auf, wobei auch über die „Ohrfeigen-Affäre“ gewitzelt wurde.
In einem Artikel für die Dresdner Abend-Zeitung vom 6. Juli 1841 setzte Wagner sich emphatisch für Heine ein und schrieb von einem „Talent [...] wie Deutschland wenig ähnliche aufzuweisen“ habe. Es wecke die „jungen Geister aus einer vollständigen Lethargie“ und zeige ihnen, in welche Richtung sich die „neuzugebärenden Kräfte unserer Literatur“ bewegen sollten, „um an ein neues, unbekanntes, aber notwendiges Ziel“ zu gelangen. Wer aus dem „jungen Volk eine Feder zur Hand“ nehme, wolle dem Dichter nacheifern.
In Deutschland sehe man geduldig zu, wie die Polizei „dies herrliche Talent von seinem vaterländischen Boden“ verjage, und freue sich auch noch über die schlechte Behandlung eines Dichters, die in Frankreich unmöglich wäre.
Einige Jahre nach diesem Appell an das Rechtsgefühl seiner Landsleute änderte sich Wagners Haltung. Schrittweise versuchte er, die Spuren Heines aus seinem eigenen Werk zu verwischen. Ein Grund für diese Verdrängung, der auch die Polemik seiner Hetzschrift Das Judenthum in der Musik erklärt, liegt darin, dass er sein Künstlertum in den 1840er Jahren neu konstituierte und sich von Vorstellungen der Urbanität und des Kosmopolitismus verabschiedete. Wie die französische Hauptstadt verkörperte auch das Judentum für ihn die Idee der Moderne, deren wichtigster literarischer Repräsentant Heinrich Heine war.
Der Einfluss Heines auf das musikdramatische Œuvre Wagners lässt sich vom Liebesverbot bis zum Parsifal nachweisen. Dass Wagner diesen Hintergrund zunehmend verleugnete, zeigen seine unterschiedlichen Äußerungen über den Fliegenden Holländer. In der Autobiographischen Skizze, die 1843 in mehreren Folgen in Heinrich Laubes Zeitung für die elegante Welt parallel mit Heines Atta Troll erschien, bezog er sich noch deutlich auf Heine. Dessen „echt dramatische Behandlung der Erlösung dieses Ahasverus des Ozeans“ sei ausreichend gewesen, um die Sage für seine Oper zu nutzen. Später verdrängte Wagner den Namen aus der Entstehungsgeschichte des Werkes, bis er schließlich in Mein Leben nicht mehr genannt wird.
Heine setzte sich mit Wagner nur indirekt auseinander. Er kommentierte lediglich dessen Rückkehr vom ersten Pariser Aufenthalt ins „deutsche Kartoffelland“. Es ist nicht klar, ob sich das Gedicht Jung-Katerverein für Poesie-Musik auf die Tonsprache Wagners bezieht.
Wenn Wagner das „Judentum in der Musik“ attackierte, griff er auch seine eigenen geistigen Grundlagen an, worauf in zahlreichen Aufsätzen und Polemiken gegen ihn hingewiesen wurde. So hieß es in einem Artikel der Zeitschrift Beobachter an der Spree vom 24. Mai 1869, mit der Schrift habe er „nur eine genaue Charakteristik seiner selbst gegeben“. Sein Pamphlet wurde als Versuch gewertet, eigene Kunstvorstellungen zu verschleiern, deren „Eigentümlichkeiten und Schwächen“ laut Gustav Freytag dem entsprachen, was er an jüdischen Künstlern kritisierte, so dass er „im Sinne der Broschüre [...] selbst als der größte Jude“ erscheine.

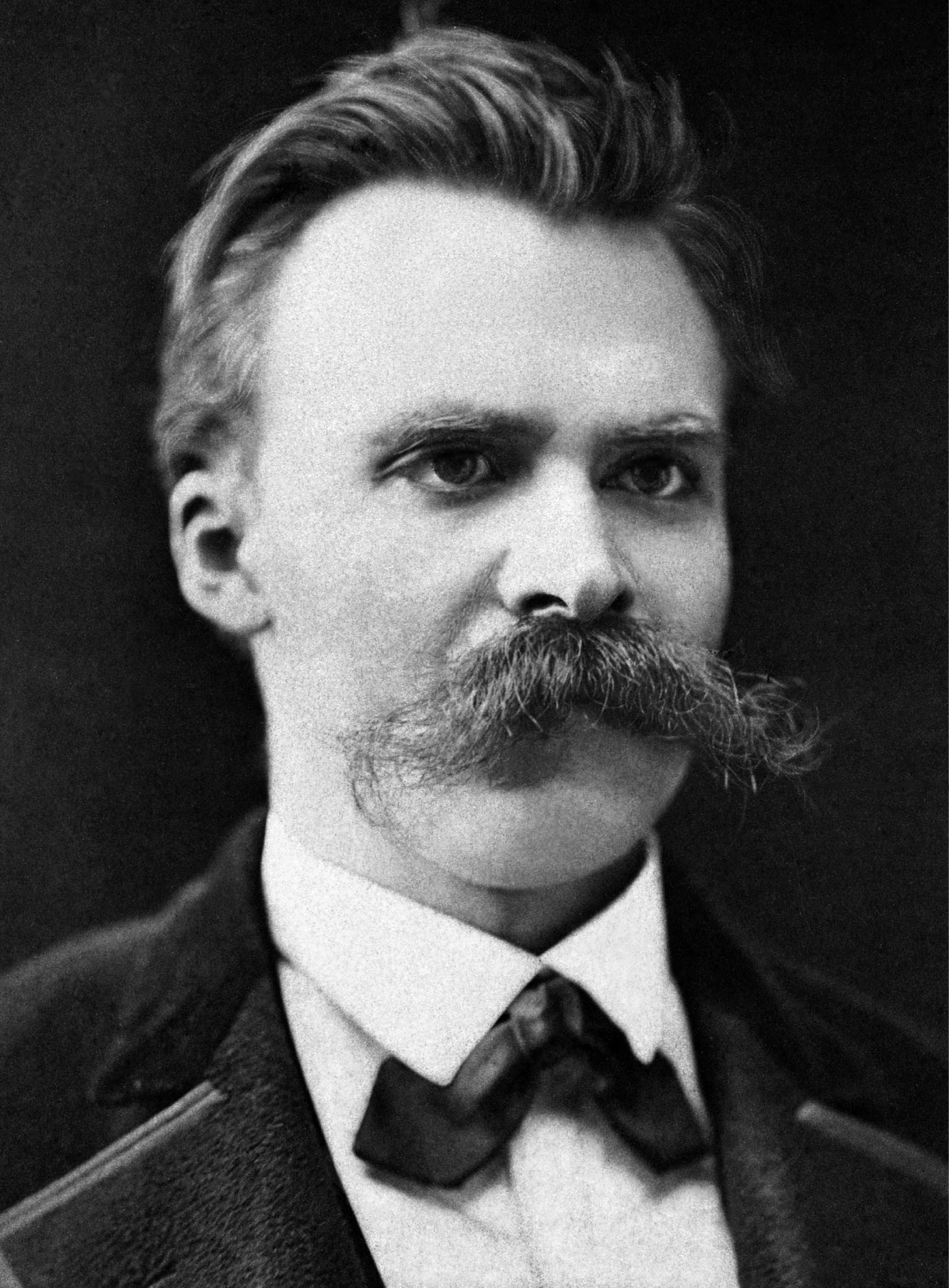
Friedrich Nietzsche, ca. 1875

Auch Friedrich Nietzsche erklärte Wagners Erfolg in der Pariser Künstlerszene mit dessen Urbanität. Wie er in Ecce homo schrieb, habe man als „Artist“ nur in der französischen Hauptstadt eine Heimat. „Die délicatesse in allen fünf Kunstsinnen“, die Wagners Werk voraussetze, das Gefühl für die Nuancen, „die psychologische Morbidität“ finde man „nur in Paris.“ Für Nietzsche waren Wagner und Heine große Ereignisse der deutschen Kultur, die den Einfluss Goethes fortsetzten.
Der späte Nietzsche bezeichnete sich selbst als Gegenpol des Komponisten, den er aber weiter sehr ernst nahm. Nachdem er ihn in seiner frühen Schrift Die Geburt der Tragödie aus dem Geiste der Musik als Erneuerer der deutschen Kultur gefeiert und ihm den begeisterten Essay Richard Wagner in Bayreuth gewidmet hatte, distanzierte er sich bereits in Menschliches, Allzumenschliches von seinem Idol.
Wagner repräsentierte für ihn nicht nur das Musikdrama, sondern eine Gesamtheit von Ansichten, zu denen neben der Romantik und Arthur Schopenhauers pessimistischer Philosophie auch der deutsche Nationalismus und Antisemitismus gehörten. Nach Auffassung des israelischen Philosophen Yirmiyahu Yovel verstand Nietzsche die frühen Jahre der Begeisterung als eine Zeit der Versuchung, die er vor seiner Selbstfindung überwinden musste. So sprach er von Wagner als einer „Krankheit“ und „Infektion“, die man durchleben müsse.
Nietzsche hatte eigene Vorbehalte gegenüber Juden, die allerdings wesentlich schwächer und konventioneller waren als die Wagners, dessen hasserfüllte Agitation ihm fremd war. Im Briefaustausch oder in Gesprächen mit antisemitischen Freunden machte er keinen Hehl aus bestimmten Vorurteilen. Zu diesen Freunden gehörte etwa Carl von Gersdorf, der Wagners Pamphlet als „genial“ bezeichnet hatte. Nietzsche schrieb ihm, dass er eine ihm angebotene Reise nach Griechenland in Begleitung des Sohnes von Felix Mendelssohn Bartholdy nicht wahrnehmen werde, weil dies den Autor der Judentumsschrift verletzt hätte. Den geschätzten und einflussreichen Baseler Historiker Jacob Burckhardt nahm er ebenfalls als Antisemiten wahr.
Anders als Wagner übertrug Nietzsche seine Kritik am antiken Judentum nicht in eine politische Haltung gegenüber dem Judentum seiner Zeit und sprach sich in Briefen und Publikationen gegen den zeitgenössischen Antisemitismus aus.

## Antisemitische Schriften
Wagners Haltung durchlief unterschiedliche Phasen, die von antikapitalistischen Vorbehalten, Rassismus und anderen Ressentiments, aber auch Widersprüchen geprägt waren. So äußerte er sich auch zur politischen und rechtlichen Gleichstellung und schloss in den späteren Jahren selbst ein „tolerantes Nebeneinander“ nicht mehr gänzlich aus.
Laut Dieter Borchmeyer war das Judentum für Wagner ein Synonym für Modernität, die er sich zunächst selbst auf die Fahnen geschrieben hatte, sich später aber davon lossagte. Wie bei anderen Künstlern war dieser Schritt mit einem Rückgriff auf vormoderne Positionen verbunden, die sich etwa in den Meistersingern und im Parsifal zeigen. Wagners musikdramatische Ausdrucksmittel wurden bis zum Tristan und dem Ring indes umso moderner, je deutlicher er gegen die Moderne opponierte.

### Das Judenthum in der Musik

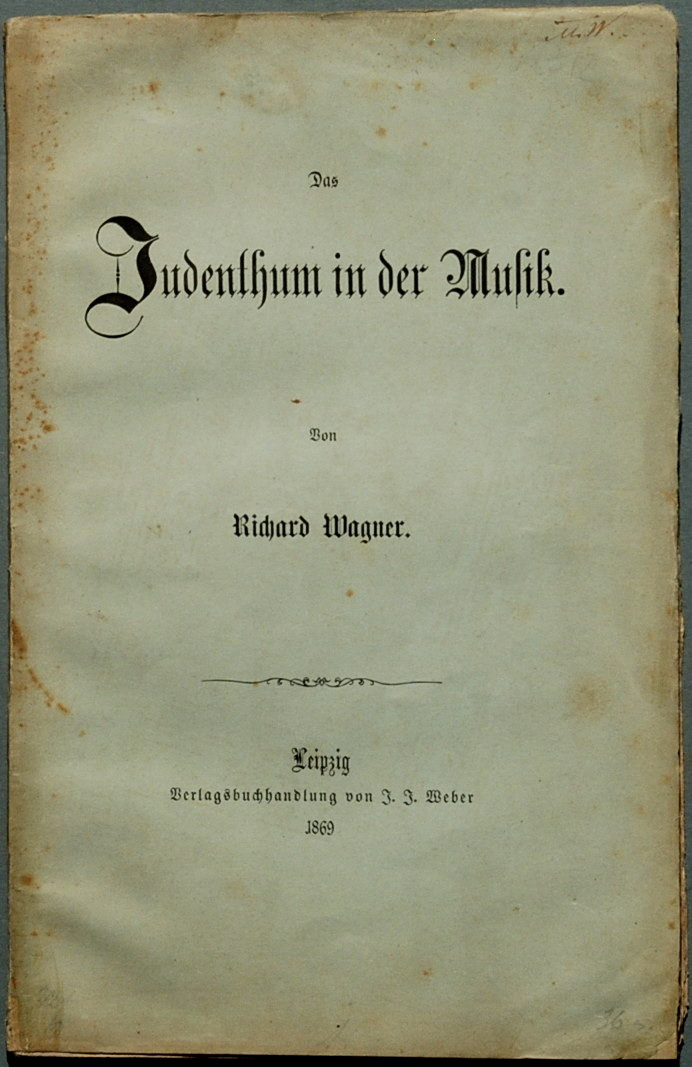
Original-Broschur, 1869

Wagners Vorstellungen entwickelten sich parallel zu seinen sozialrevolutionären Ideen und gingen in das Pamphlet Das Judenthum in der Musik ein, das am Beginn seiner antijüdischen Agitation steht.
Es erschien 1850 in zwei Folgen unter dem Pseudonym „K. Freigedank“ in der Neuen Zeitschrift für Musik. 1869 veröffentlichte Wagner es erneut unter seinem Namen als Broschüre, der er eine knappe Einleitung voranstellte. Das Nachwort enthielt die Form eines offenen Briefes an die mit ihm befreundete Gräfin Mouchanoff.
Zu Beginn bezieht sich Wagner auf den Begriff „hebräischer Kunstgeschmack“ und erklärt, er wolle die unter den Deutschen verbreitete Abneigung gegen jüdisches Wesen in den Bereichen Kunst und vor allem Musik erklären, dabei aber spezifische religiöse und politische Fragen auslassen. Der Begriff geht auf Theodor Uhlig zurück, der wie Eduard Krüger schon vor dem Erscheinen des Aufsatzes gegen Juden wie Giacomo Meyerbeer und Felix Mendelssohn Bartholdy polemisiert hatte. Wagner übernahm deren Argumente und Ausdrücke, womit er sich als Eklektiker erwies.
Er spricht von einer „Verjüdung“ moderner Kunst und betrachtet es als seine Aufgabe, sich den instinktiven Widerwillen gegen jüdisches Wesen bewusst zu machen.
Für Wagner waren Juden schon aus sprachlichen Gründen unfähig, wirkliche Kunstwerke zu schaffen, da die Sprache ihnen lediglich Fremdsprache bleibe, sie also „nur nachsprechen, nachkünsteln“, aber „nicht wirklich redend dichten“ könnten. Der einzige Quell ihrer Kunst sei Synagogenmusik, die in den Mitteln starr und beschränkt sei.
Um erfolgreich sein zu können, müssten jüdische Komponisten sich fremde Stile aneignen. Dem „peinlichen Konflikt zwischen Wollen und Können“ könnten sie nur entrinnen, wenn sie Opern für Paris schrieben, die dann in der „übrigen Welt“ leicht aufzuführen seien. „Der Jude“ sei „nach dem gegenwärtigen Stand der Dinge dieser Welt [...] bereits mehr als emanzipiert: er herrscht [...] so lange […], als das Gold die Macht bleibt“. An dieser Stelle wird die Verbindung zum Antikapitalismus Karl Marx’ erkennbar, der 1843 in seiner Schrift Zur Judenfrage auf Bruno Bauer reagiert hatte. Dort hieß es ebenfalls, dass „der Jude […] sich auf jüdische Weise emanzipiert“ habe, „nicht nur, indem er sich die Geldmacht aneignet, sondern indem durch ihn und ohne ihn das Geld zur Weltmacht“ geworden sei.
Die 1869 veröffentlichte Zweitfassung der Schrift endet mit den Worten: „Aber bedenkt, daß nur Eines eure Erlösung von dem auf euch lastenden Fluche sein kann: die Erlösung Ahasver’s – der Untergang!“
Wagner bezog sich mit dem Wort „Untergang“, das sich bereits in der ersten Ausgabe des Pamphlets findet, auf die jüdische Assimilation und die Abkehr von jüdischer Identität. Mit den Mitteln der Kunst sollte ein neues Nationalgefühl zurückgewonnen, Sprache und Kultur erneuert und Deutschland vom vermeintlich zerstörerischen Geist des Materialismus befreit werden.

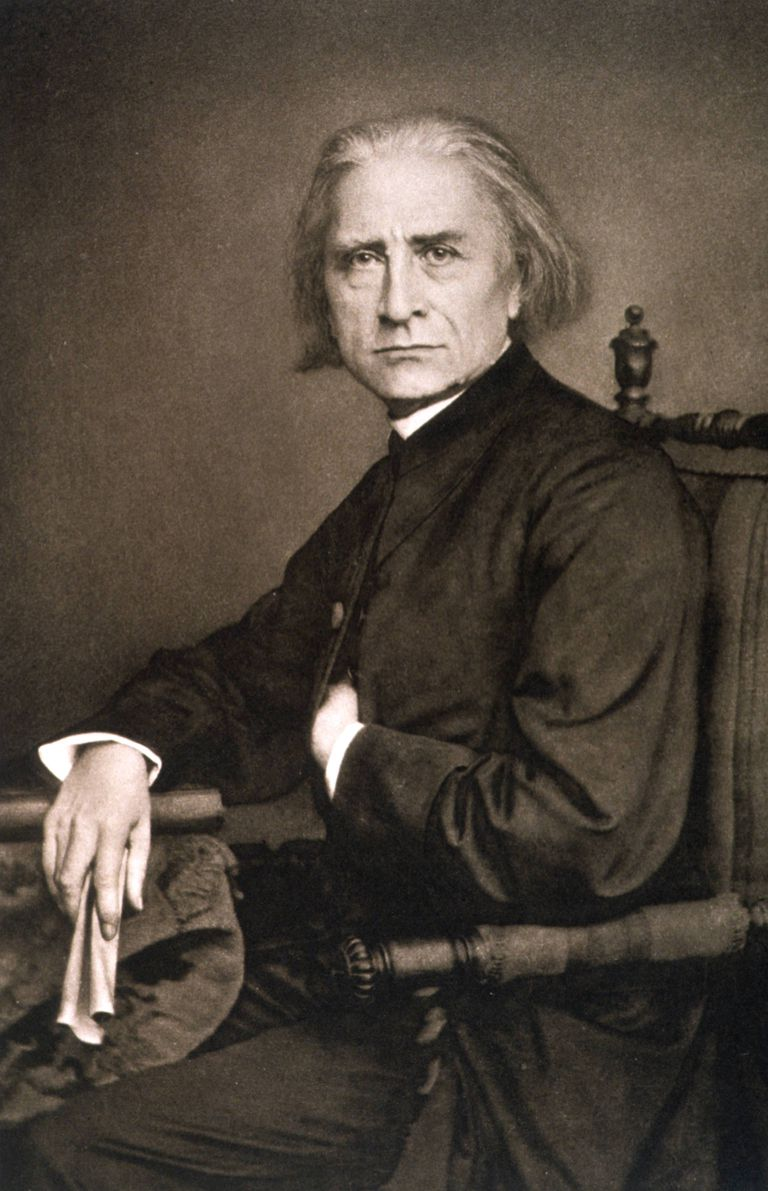
Franz Liszt, Fotografie aus dem Atelier von Franz Hanfstaengl, Juni 1870

Verteidiger Wagners behaupten häufig, dass er die heftigsten Auswüchse in der zweiten Publikation von 1869 zurückgenommen und eine positive Wendung zum Judentum vollzogen habe. Franz Liszt, der Schwiegervater und Förderer des Komponisten, beurteilte dies anders. So schrieb er seiner Lebensgefährtin Carolyne zu Sayn-Wittgenstein im März 1869 einen Brief, in dem er unter anderem auf die Neuerscheinung der Schrift einging. Wagner habe „seinen alten Artikel über das Hebräertum“ in Form einer Broschüre publiziert und dabei „seinen Fehler“ nicht eingestanden, sondern ihn durch einen Prolog und das Nachwort an die Gräfin Mouchanoff sogar noch „verschlimmert“. Liszt hatte sich mehrfach für Wagner eingesetzt, ihn in seinem Antisemitismus aber nicht bestärkt. Der mit Wagner befreundete Dirigent Heinrich Esser argumentierte ähnlich. In einem Brief an Wagners Verleger Franz Schott schrieb er, wie unbegreiflich es sei, dass „Wagner einen solchen Wahnsinn begehen“ und eine „vor vielen Jahren begangene und seither in Vergessenheit geratene Dummheit“ wiederholen könne, mit der er sich „unsterblich“ blamiere.
Dass sich Wagner trotz eines möglichen Skandals ohne Not für eine zweite Veröffentlichung entschied, lässt sich nicht mehr mit dem Hass auf den mittlerweile verstorbenen Meyerbeer erklären, der für ihn das „Judentum in der Musik“ repräsentierte. Auf den ersten Blick schien es seltsam, da sich die Umstände zu seinen Gunsten geändert hatten. Er befand sich nicht mehr auf der Flucht und hatte seine Werke vielfach erfolgreich aufführen können, denkt man etwa an die Münchner Uraufführungen des Tristan und der Meistersinger.
Ein Grund für diesen Schritt waren die Turbulenzen im Umfeld seines Förderers König Ludwig II. während der Zeit in München. Wagners Antisemitismus war zwischen 1850 und 1869 nicht in Erscheinung getreten, hatte sich aber nicht verringert, sondern eher verstärkt. So machte es ihn zornig, dass die jüdische Assimilation in Deutschland – etwa 1862 in Baden und 1864 in Württemberg und Frankfurt – gewisse Erfolge verzeichnete.
Die Vorbehalte gingen in ein pessimistisches Bild der politischen Entwicklung Deutschlands ein, das sich bei Wagner vor der Reichsgründung entwickelte. Er hoffte, es über die Freundschaft mit dem Monarchen zu überwinden, bei dem er allerdings mit seinen Tiraden kein Gehör fand. Ludwig II. setzte vielmehr die durchaus judenfreundliche Politik seines Vaters fort, reagierte nicht auf Wagners Anspielungen und schrieb ihm später, dass er den Antisemitismus verabscheue.

### Sprachtheorie
Wagner leitete den Status der Juden aus den Prämissen und Implikationen seiner Sprachtheorie ab, die in dem Pamphlet bereits erkennbar ist und in Oper und Drama weiter ausformuliert wurde. Weil ihnen eine eigene Sprache fehle und sie kein eigenes Territorium und keinen Staat hätten, würden sie Fremde und Außenseiter bleiben und nur als „Ausländer“ sprechen. Sie seien aus der Sprachentwicklung der Nation ausgeschlossen, hätten keinen Anteil an der Entwicklung der Sprache, in der sich die „geschichtliche Gemeinsamkeit“ eines Volkes zeige, und könnten deren Wesen nicht verstehen.
Die Sprache war die Basis seiner theatralen Ästhetik. Sie könne nur dann die erforderlichen Leistungen erbringen, wenn sie das ungebrochene, nicht entfremdete Gefühlsleben eines Volkes ausspreche. Wenn das Volk sich „aus der Hatz“ des „staatsgeschäftlichen Sprachverkehrs […] einer liebevollen Anschauung der Natur“ zuwende, sei die Sprache lebendig.
Der Ausdruck „Volk“ bleibt bei Wagner vieldeutig. Er bezieht ihn im romantischen Sinne zunächst auf etwas Authentisches, das von der Zivilisation noch nicht zerstört wurde. Darüber hinaus versteht er ihn als Ort aller Kreativität und Ideal einer produktiven „vorgeschichtlichen Urgemeinschaftlichkeit“. Er stilisierte das Volk emphatisch zum „Gesamtdichter“ einer nachrevolutionären Kunst.

### Weitere Abhandlungen
Auch in weiteren Abhandlungen und Essays finden sich antisemitische Aussagen. In der musikästhetischen Abhandlung Über das Dirigieren (1869) etwa polemisierte Wagner gegen einen bestimmten Typus des modernen Dirigenten. Er ging von Fehlern in der Beethoven-Interpretation aus, die er nicht nur auf die Dirigierstile älterer Kapellmeister zurückführte, sondern auch auf den Einfluss Mendelssohns, aus dessen Schule die gegenwärtigen „Musikbankiers“ hervorgegangen seien oder durch dessen „Protektion der Welt empfohlen“ würden.
Diese Dirigenten würden nur auf das Äußerliche der Musik achten, auf ihren eigenen Erfolg schielen und wie Bankiers die Zirkulation der Ware Musik in Gang halten. Die polemische Begriffsprägung „Musikbankier“ lässt den antisemitischen Subtext des Essays erkennen.
In seiner Schrift Was ist deutsch? (1878) attestierte Wagner den (nichtjüdischen) Deutschen eine „Neigung zum Phlegma“; auch im Bereich der Künste hätten „Geist und Genie“ der deutschen Nation „Erfolglosigkeit und Armuth“ eingebracht, daher habe „[d]er Jude [...] dieses Ungeschick der Deutschen [korrigiert], indem er die deutsche Geistesarbeit in seine Hand nahm; und so sehen wir heute ein widerwärtiges Zerrbild des deutschen Geistes dem deutschen Volke als sein vermeintliches Spiegelbild vorgehalten“.
Der Essay Religion und Kunst übernahm die frühromantische Vorstellung, das Heilige erschließe sich dem modernen Menschen über eine individuelle ästhetische Erfahrung. Die Musik sei das Medium des göttlich Absoluten. Wagner wandte sich allerdings gegen eine religiöse Kunst mit liturgischen Funktionen und Glaubensinhalten ebenso wie gegen eine Kunstreligion, die den christlichen Kult ersetzen sollte.
Er bezog sich in seiner Ästhetik vor allem auf das Christentum und kritisierte das Alte Testament, zeigte laut Wolf-Daniel Hartwich aber deutliche Affinitäten zur jüdischen Theologie. Er habe die gesellschaftlichen und religiösen Facetten des Judentums bekämpft, sich allerdings vom vulgärchristlichen Judenhass und dem modernen Antisemitismus durch seine musikalisch-metaphysische Herangehensweise abgesetzt. Während der Antisemitismus des 19. Jahrhunderts Juden aus konfessionellen, rassistischen und nationalistischen Gründen ausgrenzte, setzte Wagner dem seine Erlösungsideologie entgegen. Als er die Juden zur „Selbstvernichtung“ und Wiedergeburt aufforderte, sei es ihm nicht um physische Vernichtung, sondern um eine Transformation des Judentums gegangen.
In seinem Aufsatz Modern verschärfte Wagner seine antisemitische Kritik und warf dem Judentum eine traditionslose Modernität vor. Wie später für Karl Kraus schien ihm die Gegenwart durch die Macht des Journalismus und des durch ihn geprägten Essayismus dominiert. Die „Jetztzeit“ verabsolutiere die Gegenwart als eine „Welt, wie sie noch gar nicht dagewesen“ sei. Das Judentum habe sich mit der traditionsfeindlichen Bewegung des Jungen Deutschland verbinden können, der er zuschrieb, das „Moderne“ erfunden zu haben.

### Konkurrenzverhältnis

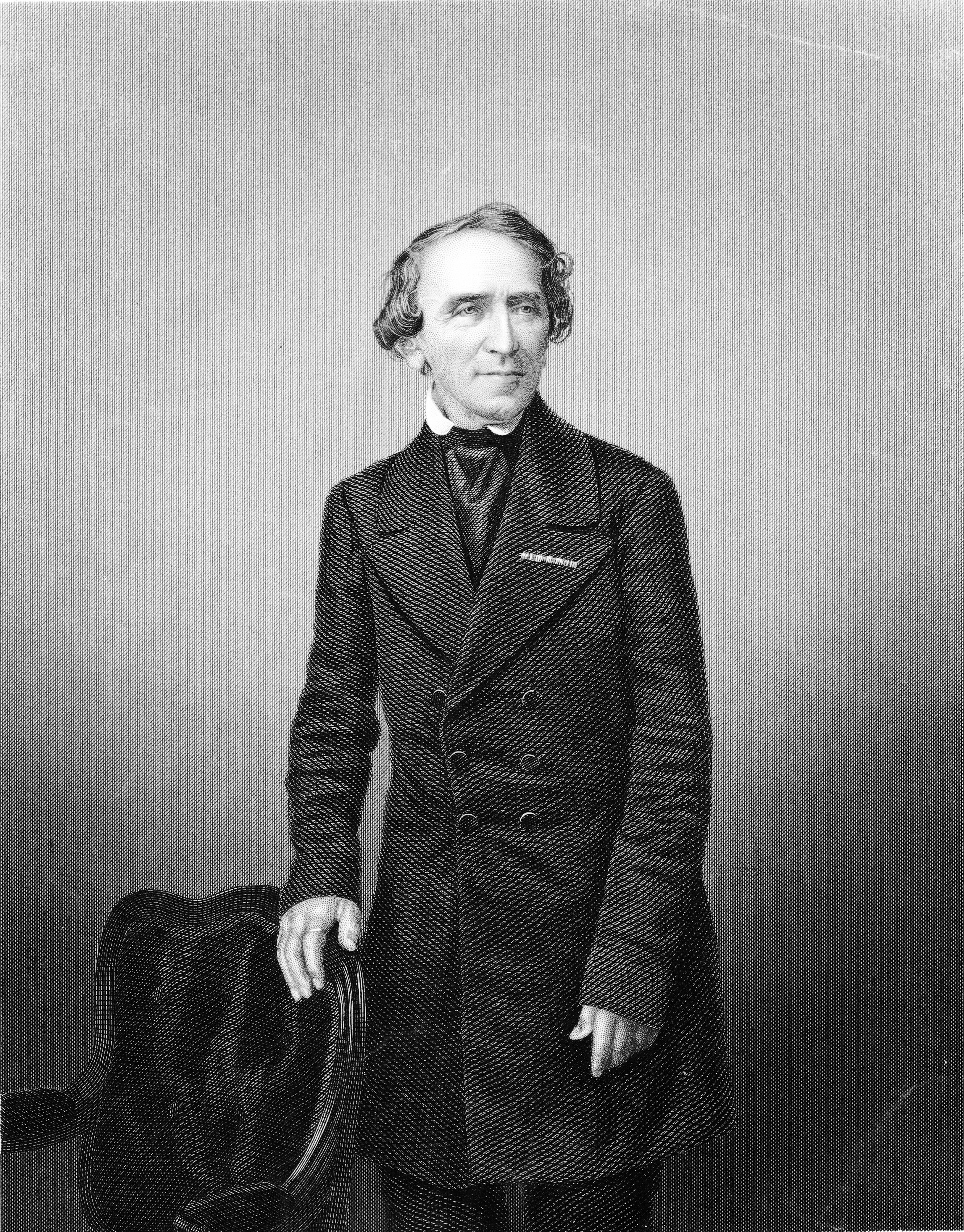
Giacomo Meyerbeer, 1855

Jens Malte Fischer sieht in der Hetzschrift einen vorläufigen Endpunkt eines längeren biographischen Prozesses, in dem sich antijüdische Affekte schrittweise aufbauten. In den Briefen Wagners ab Mitte der 1830er Jahre finden sich Angaben, die bereits ein Grundmuster erkennen lassen. Im Herbst 1834, als Wagner Musikdirektor in Magdeburg war und Minna Planer kennenlernte, berichtete er seinem Freund Theodor Apel von wirtschaftlichen Problemen und sprach unter anderem vom „verfluchte(n) Judengeschmeiß“. Es fällt auf, dass er hier nicht nur das Stereotyp vom jüdischen Wucherer verwendete, der das Geld zurückfordert, sondern die Grundannahme aller Antisemiten sofort verallgemeinerte.
Fischer deutet die Abrechnung mit dem einstigen Förderer Meyerbeer als eine Art Vatermord und verweist auf die Worte Siegfrieds, der Mime erschlagen hat: „Solang ich lebe, stand mir ein Alter stets im Wege, den hab’ ich nun fortgefegt.“ Die Verpflichtung zur Dankbarkeit sei eine Last gewesen, vor allem, weil Wagner den wohlhabenden Helfer als künstlerisch unterlegen ansah und für einen Konkurrenten beim Kampf um den führenden Platz in der Pariser Opernwelt hielt. Meyerbeer habe ihn an dunkle und peinliche Momente des Lebens erinnert. So wies Robert Schumann darauf hin, dass die frühe Oper Rienzi an Meyerbeers Stil erinnerte. Die süße Falschheit, die Siegfried bei seinem Ziehvater Mime so stört, findet sich wiederum in Wagners frühen lobhudelnden und unterwürfigen Schmeicheleien gegenüber Meyerbeer.
Aus seiner Stellung als Künstler sah Wagner nicht nur in Meyerbeer, sondern auch in Felix Mendelssohn Bartholdy einen Konkurrenten. Während die beiden aus wohlhabenden Familien kamen, stammte er aus eher kleinen Verhältnissen. Seine vorurteilsgeprägten Ansichten formulierte er so, als beruhten sie auf einer rationalen Einsicht in das Wesen des Judentums. Er fühlte sich benachteiligt und war in seinem Sendungsbewusstsein davon überzeugt, nur er sei auf dem richtigen Weg. Dass viele ihm nicht folgen wollten, erklärte er unter anderem mit einer gegen ihn gerichteten jüdischen Verschwörung. Nach seiner Auffassung dominierten Mendelssohn und Meyerbeer die Kunstszene, erkauften ihren Erfolg und ließen andere nicht zum Zuge kommen. Seine Haltung gegenüber Mendelssohn, der ihn kompositorisch beeinflusste, war widersprüchlich. So sprach er in der Judentums-Schrift von einem „tragischen Zug in Mendelssohns Erscheinung“. Nach seiner Abwertung des Jüdischen müsste den vermeintlich geschäftstüchtigen und oberflächlichen Juden die Welt des Tragischen allerdings verschlossen sein.
Auch in späteren Jahren beurteilte Wagner den Komponisten oft ambivalent. Wie sich aus den Tagebüchern Cosima Wagners ergibt, wurde in der Familie häufig über Mendelssohns Musik gesprochen. Meist wurde sie kritisiert und dies antisemitisch begründet. Cosima notierte am 22. September 1878, dass ihr Mann sich immer wieder Themen Mendelssohns vorsinge. Vielleicht nahm sie dies zum Anlass, ihm Weihnachten 1878 eine Notenausgabe mit Mendelssohns Ouvertüren zu schenken. Nach ihrer Aufzeichnung vom 27. Dezember sah er sich die Kompositionen an und lobte die Konzert-Ouvertüre Meeresstille und glückliche Fahrt. 1879 schrieb er in den Bayreuther Blättern über die Hebriden-Ouvertüre, sie sei „eines der schönsten Musikwerke […], die wir besitzen“. Später soll er eine Vorliebe für den Choral Dir, Herr, dir will ich mich ergeben aus dem Oratorium Paulus geäußert haben. Laut Egon Voss verblasst Wagners Theorie vom „künstlerischen Unvermögen der Juden“ vor dem unmittelbaren Musikerlebnis.

## Das Werk
Während es in der Forschung keine Zweifel an Wagners Antisemitismus gibt, ist umstritten, ob auch dessen Werk davon betroffen ist.
Vor allem die Oper Die Meistersinger von Nürnberg, in der es um die Bedeutung der Kunst selbst geht, ist mehrfach unter diesem Gesichtspunkt untersucht worden. 1934 wählte Adolf Hitler sie als Festoper für die Nürnberger Reichsparteitage.

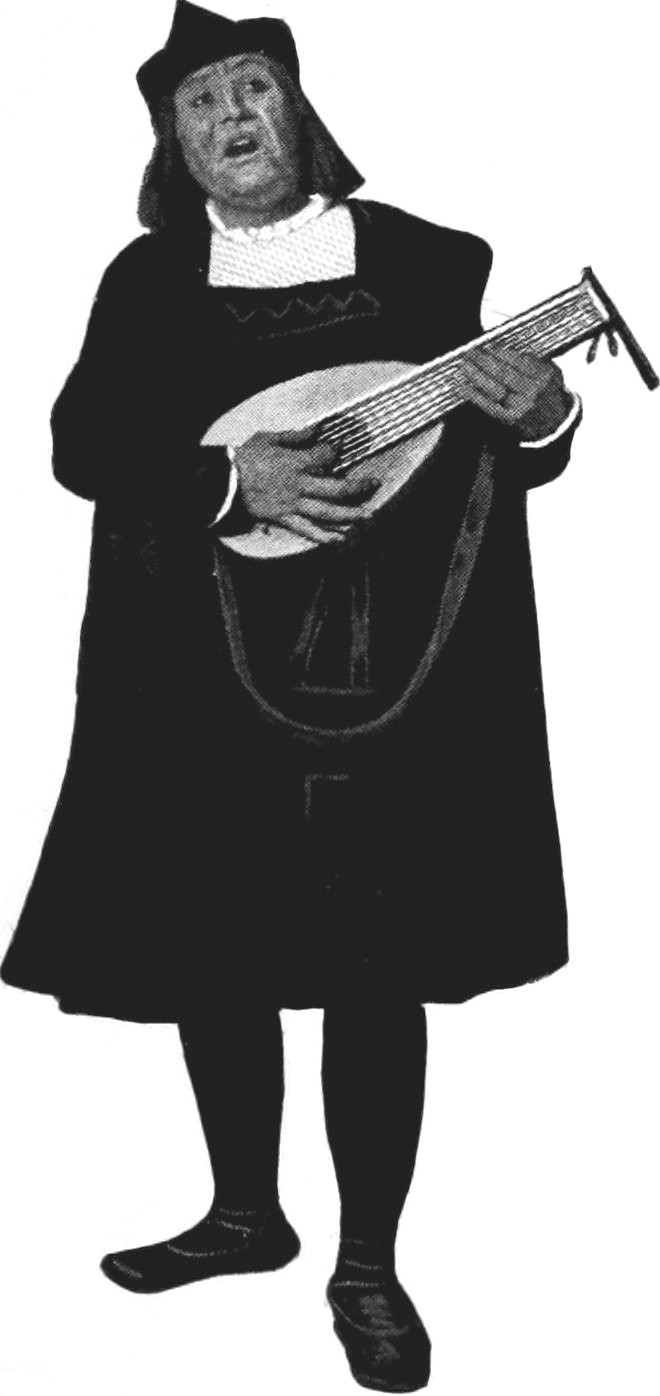
Beckmessers Serenade

Aus dem Figurenkabinett des heiteren Werkes sticht der pedantische Stadtschreiber Sixtus Beckmesser heraus, der in der ideologiekritischen Wagner-Interpretation als Judenkarikatur betrachtet wird.
Wie Dieter Borchmeyer darstellt, gibt es für diese Annahme keinen Beleg. Bereits seine Zugehörigkeit zum Rat und das Prestige Beckmessers, das ein Jude im historischen Nürnberg nicht hätte erreichen können, spreche gegen eine versteckte Judenkarikatur. Wagner selbst hatte sich weder mündlich noch in Briefen dazu geäußert; das gilt auch für die vertraulichen Gespräche mit Cosima, die alle judenfeindlichen Aussagen ihres Mannes aufzeichnete.
Aus Dokumenten zur Wirkungsgeschichte der Oper, etwa den Bayreuther Blättern oder Polemiken gegen Wagner, gebe es für diese Hypothese kaum ein Zeugnis. Dies sei bemerkenswert, da nach der begeistert aufgenommenen Uraufführung der Meistersinger die zweite Auflage des antisemitischen Pamphlets Das Judentum in der Musik veröffentlicht wurde.
Der jüdische Musikkritiker Eduard Hanslick bezeichnete Beckmesser als den „Typus eines an lauter Kleinlichkeiten und Nebensachen hängenden Pedanten“, der jede von der Regel abweichende Note „als ein Verbrechen an der Kunst“ ankreide, was Wagners eigener Deutung entsprach. Er wusste offenbar nicht, dass der Komponist in seinen Prosa-Entwürfen den Namen „Veit Hanslich“ und „Hans Lick“ gewählt, mit seiner Satire somit auf ihn gezielt hatte. Die Wiener Erstaufführung der Oper rief jüdische Proteste hervor. Bereits am Anfang seiner Rezension erwähnte Hanslick die „berühmte Judenbroschüre“, ohne aus ihren Thesen allerdings Schlüsse auf den Gehalt der Oper zu ziehen. Die Proteste richteten sich lediglich dagegen, das Werk eines Komponisten aufzuführen, der als Judenfeind bekannt war.
Es gab allerdings einige Zeitgenossen, die in den Meistersingern antisemitischen Anspielungen vermuteten. Am 16. März 1870 schrieb Cosima Wagner an Nietzsche, man habe in Wien geäußert, „das alte Beckmessersche Ständchen sei ein altes Jüdisches Lied“, mit dem Wagner die „kirchliche j[üdische] Musik“ persiflieren wollte. Nach Auffassung Cosimas war diese Aussage eine Erfindung intriganter Wagner-Gegner, mit der sie die Oper scheitern lassen wollten.
Auch später ist die These vom Antisemitismus der Oper wiederholt worden.
So sah der britische Musikkritiker Barry Millington in der Melodieführung des Beckmesser’schen Werbeliedes eine Parodie auf die jüdische Sakralmusik. Laut Borchmeyer haben die dafür herausgesuchten Belege spekulativen Charakter. Hermann Danuser widerlegte die Aussagen Millingtons ebenso wie die gängige Ansicht, Beckmessers Musik sei avancierter als die Walther von Stolzings.
Die Melismatik der Quartketten sei sinnentleert und deute nicht auf Synagogalgesang, mit dem Wagner ohnehin nicht vertraut gewesen sei; sie solle eher belegen, dass eine absolute, von der Wortquelle losgelöste Bewegung der Melodie unsinnig sei.
Wie Danuser erläutert, finden sich in Wagners Libretti wie in seinen theoretischen Abhandlungen und Kommentaren keine Dramatis personae, die direkt jüdisch bestimmt wären.
Im Œuvre Wagners, der als Emigrant im europäischen Ausland Erfahrungen der Fremde machte, spielen Charaktere von Wandernden allerdings eine wichtige Rolle. Zu ihnen gehören der Holländer und Wotan, Kundry und Parsifal.
Wagner selbst brachte den Holländer und die geheimnisvolle Kundry mit der Figur des Ahasver in Verbindung und übertrug den Mythos auf diese Weise ins Kunstwerk. Anders als in den Vorlagen werden die Charaktere bei Wagner erlöst, der Holländer durch die bindungslose Liebe Sentas, Kundry durch die Taufe, die von Parsifal vorgenommen wird.
Gerade die ambivalente musikdramaturgische Kategorie der Erlösung ist vor dem Hintergrund der Geschichte des 20. Jahrhunderts problematisch.
Wagner sprach am Ende seines Pamphlets von dem Juden Ludwig Börne, „der unter uns als Schriftsteller“ aufgetreten sei und der „aus seiner Sonderstellung als Jude“ die „Erlösung“ gesucht, aber nicht gefunden habe. Sie könne nicht in „kalter Bequemlichkeit“ erreicht werden, sondern nur unter Not und Leiden „wie bei uns“. Am Ende der 1869 veröffentlichten Zweitfassung der Schrift schrieb Wagner: „Nehmt rücksichtslos an diesem, durch Selbstvernichtung wiedergebärenden Erlösungswerke theil, so sind wir einig und ununterschieden! Aber bedenkt, daß nur Eines eure Erlösung von dem auf euch lastenden Fluche sein kann: die Erlösung Ahasver’s – der Untergang!“
Laut Hermann Danuser ging es Wagner hier nicht um physische Vernichtung, sondern um eine revolutionäre Erneuerung, die „von Juden und Deutschen“ zu vollziehen sei. Der Begriff „Selbstvernichtung“ deute auf eine selbstbestimmte Tätigkeit und nicht auf ein Pogrom. Die Aufgabe des Judentums sei eine Voraussetzung dafür, dass Juden sich zu „wahrhafte(n) Menschen“ entwickeln könnten.
Andererseits gibt es am Ende der 1860 überarbeiteten Fassung des Holländers eine musikalisch gestaltete Erlösung, die nicht als „Ahasvers Untergang“, sondern als Verklärung aufgefasst werden kann. Die Akkordfolge des „Erlösungsmotivs“ am Schluss der Ouvertüre und des dritten Aktes bildet ein kompositorisches Grundmuster, mit dem Wagner die Schlusswendungen vieler seiner Werke gestaltete. Nach Auffassung Hermann Danusers ist die Gestalt des Holländers nun keine jüdische Figuration mehr, „sondern das Selbstportrait eines romantischen Künstlers.“
Millingtons Ansicht geht auf eine bekannte Bewertung Theodor W. Adornos zurück. In seinem Versuch über Wagner hatte Adorno negativ gezeichnete Figuren wie den „Gold raffende(n), unsichtbar-anonyme(n)“ Alberich, den geschwätzigen und tückischen Mime oder den geistig impotenten Beckmesser und „Juden im Dorn“ als Judenkarikaturen eingeordnet. Alle „Zurückgewiesenen“ seien in Wagners Werk auf diese Weise gezeichnet worden.

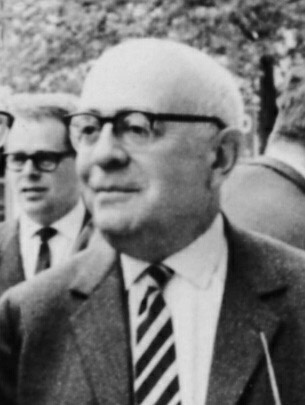
Theodor W. Adorno, 1964

Neben Millington haben sich auch andere angelsächsische Forscher der These angeschlossen und sie weiterentwickelt. Zu ihnen gehören etwa Marc A. Weiner (Richard Wagner and the Anti-Semitic Imagination) und Paul L. Rose (Richard Wagner. Race and Revolution), der die Auffassung vertritt, bereits der Fliegende Holländer propagiere antisemitische Ideen.
Rose hält Wagners Opern für „einfach zu lang“ und kritisiert die „narkotisierenden“ Eindrücke und die „geradezu erschlagende(n) Klangintensität“ des Festspielhauses, die Wagners Zorn hörbar mache. Die „musikalische Raserei“ sei schwer zu ertragen und nehme vorweg, wie brutal sein Judenhass verwirklicht werden konnte. So fehle dem Trauermarsch der Götterdämmerung die Zurückhaltung, die etwa in Mozarts Mauerischer Trauermusik (KV 477) und selbst Beethovens Trauermarsch aus der Eroica zu spüren sei.
Laut Dieter David Scholz ignoriert Rose, historisch unbekümmert, die Forschungserkenntnisse, wenn er Wagners Revolutionsverständnis antisemitisch nennt und behauptet, dass sich der „Hass auf das Jüdische“ wie ein roter Faden durch nahezu sämtliche Wagneropern ziehe. Er verweist auf eine Rezension Udo Bermbachs, die am 10. Januar 2000 in der Frankfurter Allgemeinen erschien. Nach Auffassung Bermbachs führt die zwar verdienstvolle, wenn auch nicht originelle Erinnerung „an die antijüdischen Beimischungen im deutschen demokratischen Denken [...] in ihrem obsessiven Bezug auf Wagner am Ende“ in die Sinnlosigkeit. Diesen Antisemitismus habe es auch in anderen Teilen Europas gegeben, etwa bei den französischen Linken, die mit wesentlich „massiveren Invektiven“ hervorgetreten seien. Wagners Revolutionsverständnis sei wesentlich komplexer, als Rose vermute. Die antikapitalistischen und antimodernen Vorbehalte Wagners und seine radikalen Forderungen, die Gesellschaft und das Bewusstsein zu verändern, ließen sich nicht „auf Antisemitismus reduzieren.“
Auch Joachim Kaiser und Stefan Mickisch äußerten mehrfach, in Wagners Werken ließen sich keine antisemitischen Äußerungen nachweisen. Für Joachim Kaiser etwa waren Wagners offensichtliche antisemitische Äußerungen und Schriften „temporäre Entgleisungen, die durch anderes ausbalanciert [...] oder konterkariert“ wurden.
Jens Malte Fischer hingegen sieht in Wagners Musikdramen durchaus antisemitische Spuren, wähnt sich aber in einer „Minderheitsposition“. Es sei schwierig, die Hinweise zu verdeutlichen, da der antisemitische Code aus Wagners Zeit nicht mehr zur Verfügung stehe. Der Komponist habe damit rechnen können, dass die Zeitgenossen musikalische wie szenische „augenzwinkernde Anspielungen“ verstehen würden.
Die monographische Untersuchung des amerikanischen Germanisten Marc A. Weiner enthalte zwar einige Übertreibungen und überflüssige Zuspitzungen, sei aber weitgehend korrekt. Weiner schieße bisweilen über das Ziel hinaus, habe aber Licht in das dunkle Gestrüpp aus Halbwahrheiten und Verharmlosungen gebracht. Viele Interpreten, Wissenschaftler und einfache Verehrer könnten zwar akzeptieren, dass Wagner antisemitische Ansichten vertrat, nicht aber, dass diese sich auch im Werk widerspiegeln.
Vor allem Mime sei dafür ein typisches Beispiel. Die fragwürdigen Charaktereigenschaften und die Gestalt mit ihrer kreischenden, sich überschlagenden Stimme würden dies auch im Hinblick auf Wagners eigene Ausführungen in seinem Pamphlet verdeutlichen. Im zweiten Aufzug des Siegfried etwa sei der Streit zwischen Mime und Alberich ein kaum zu widerlegender Beweis für die jüdische Konnotation der Figur. Fischer verweist auf den Satz Samuel Goldenberg und Schmuyle aus Modest Petrowitsch Mussorgskis Bildern einer Ausstellung, dessen spätere Orchesterfassung von Maurice Ravel es noch deutlicher mache. Die Ähnlichkeit der Schmuyle zugeordneten Musik mit der Singweise Mimes sei offensichtlich. Auch das „Judenquintett“ aus Salome von Richard Strauss sei eine antisemitisch auslegbare Karikatur, die sich in den Kontext einfüge.
Hermann Danuser hält weder Mime noch Alberich für jüdische Charakterbilder. Dies ergebe sich auch aus der von Udo Bermbach beschriebenen Sprachtheorie Wagners und deren Folgen für möglichen Antisemitismus. Hätte Wagner die Ring-Figuren als jüdisch kennzeichnen wollen, wäre es denkbar gewesen, bei ihnen gemäß seiner Sprachtheorie auf den Stabreim zu verzichten und sie so aus der Kunstwelt auszuschließen. Mit den überschwänglichen Stabreimen befinde Mime sich inmitten des Dramas, das alle Figuren des Rings durch die Alliterationsdichtung verbinde.
Gustav Mahler, der um Wagners Antisemitismus wusste, sich aber schriftlich nicht dazu äußerte, sprach von Mime als einer jüdisch gezeichneten Figur. Nachdem er im September 1898 an der Wiener Hofoper eine Aufführung des Siegfried dirigiert hatte, äußerte er sich in einem kleinen Kreis abfällig über Julius Spielmann, der die Rolle übernommen hatte. Dabei wählte er einen antisemitischen Begriff, mit dem er als Dirigent selbst angefeindet wurde: Der Sänger, der bereits durch den „Theaterschlendrian verdorben“ sei, habe bei seiner Darstellung zu „dick aufgetragen“ und auf schlimme Weise gemauschelt.
Mahler war überzeugt, dass die Figur „die leibhaftige, von Wagner gewollte Persiflage eines Juden“ sei, die der Komponist mit Eigenschaften wie der „kleinlichen Gescheitheit“ und Habsucht sowie „dem ganzen musikalisch wie textlich vortrefflichen Jargon“ ausgestattet habe.

## Jüdische Interpreten und Wagner-Verehrer
Bereits zu Lebzeiten Wagners zeigte sich, dass es trotz seines offenkundigen Antisemitismus jüdische Anhänger und Verehrer gab und er jüdische Mitarbeiter um sich sammelte. Da Wagner seine Judenfeindschaft spätestens seit den 1850er-Jahren im Freundeskreis und in Briefen äußerte und sein Pamphlet ein Schlüsseldokument des Antisemitismus bildet, ist die Brisanz des Themas deutlich.
Aus Berichten über Wagner-Aufführungen in Deutschland und anderen europäischen Ländern geht hervor, dass viele Juden unter den Zuhörern waren und laut applaudierten. Dass es nicht bei einer passiven Rezeption blieb, sondern Juden sich an der Verbreitung des Werkes beteiligten, zeigen die Ring-Inszenierungen des Theaterunternehmers Angelo Neumann außerhalb Bayreuths.
Von Beginn an spielten jüdische Intellektuelle eine wichtige Rolle, Autoren, die von der Musik fasziniert waren und Wagners Ansichten nicht beachteten oder beiseiteschoben. So schrieb Theodor Herzl, wann immer er Wagners Musik höre, sei er von der Richtigkeit seiner eigenen Auffassungen überzeugt. Er verglich die Idee, einen jüdischen Staat zu gründen, mit der Kühnheit der Meistersinger. Die zahlreichen Beispiele belegen nicht, dass Wagners Ansichten für die jüdischen Verehrer irrelevant gewesen wären. Es gab vielmehr ein Spannungsverhältnis zwischen der Kunst und dem Bayreuther Antisemitismus, unter dem viele Juden litten und das sie individuell zu bewältigen suchten.
In der Forschung wurde die Begeisterung jüdischer Zeitgenossen für Wagners Werk und gelegentlich für die Person mehrfach untersucht und unterschiedlich erklärt. Wie Daniel Jütte ausführt, konzentrierten sich die Deutungen bisher auf eine recht kleine Gruppe von Zeitzeugen, die „jüdischen Wagnerianer“ aus dem Umfeld des Bayreuther Kreises der 1870er- und 1880er-Jahre.
In einem Erklärungsmuster wurde überwiegend mit psychologischen Argumenten und Hinweisen auf den sogenannten jüdischen Selbsthass gearbeitet. Man betrachtete die Biographien der Pianisten Carl Tausig und Joseph Rubinstein sowie des Dirigenten Hermann Levi. Wagner selbst glaubte, dass die Wiederveröffentlichung seiner Hetzschrift den Pianisten Tausig gekränkt haben könnte.

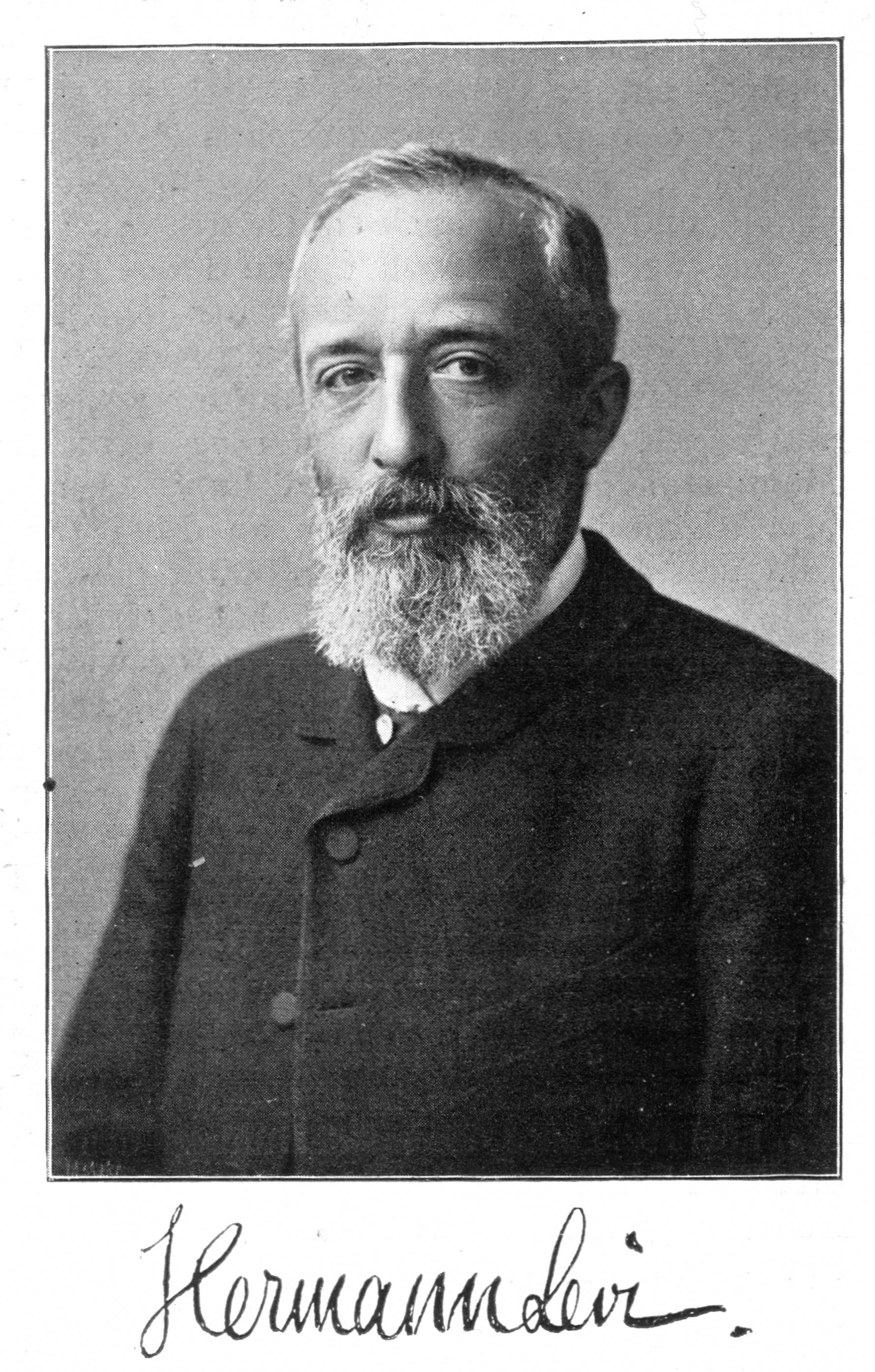
Hermann Levi

Hermann Levi, Sohn des hessischen Landesrabbiners Benedikt Levi, hatte sich in den 1860er Jahren Wagners Musik verschrieben und gehörte zu den Sargträgern bei der Beisetzung des Komponisten in Bayreuth.
Wagner beauftragte ihn mit dem Dirigat der Uraufführung des Bühnenweihfestspiels. Zwar versicherte Wagner dem Kapellmeister nach einem Eklat im Jahre 1881, er wolle an ihm als „Parsifal-Dirigenten“ festhalten; dies aber änderte nichts an der Auffassung Levis, dass seine jüdische Herkunft ein Makel sei.
Im Laufe seiner langjährigen Arbeit für die Festspiele wurde Levi häufig antisemitisch angefeindet. Die Angriffe und Anspielungen kamen dabei aus dem Umkreis und der Familie Wagners, aber auch von Wagner selbst, der ihn zur Taufe aufforderte.
Der Pianist Joseph Rubinstein gehörte seit Mitte der 1870er-Jahre zum Wagner-Kreis und leistete wichtige Dienste als Assistent. Im Jahre 1872 hatte er sich mit einem drastischen Brief bei Wagner vorgestellt: Er sei Jude und wolle „Erlösung durch Mittätigkeit an der Aufführung der Nibelungen“, woraufhin Wagner ihn gönnerhaft zu sich einlud.
Nachdem er viele Jahre der Großfürstin Helene von Russland als Kammerpianist gedient hatte, bewegte er sich über ein Jahrzehnt im Umfeld Wagners, mit dem er auch vierhändig spielte. Im Familienkreis wurde er als „Hausisraelit“ bezeichnet.
Wagner schätze es, wenn bestimmte Tonbilder aus seinen Werken am Klavier vorgetragen wurden, also Ausschnitte, die sich für Solo-Interpretationen eigneten. Dann schwelgte er in der Vergangenheit und machte Pläne für die Zukunft. So spielte Rubinstein ihm in der Villa Wahnfried mehrfach die Venusberg-Musik aus dem Tannhäuser vor, was ihn an die Pariser Proben zu der Oper erinnerte. Bei anderen Gelegenheiten trug Rubinstein Johann Sebastian Bachs Chromatische Fantasie und Fuge, Stücke aus dem Wohltemperierten Klavier, Beethovens Klaviersonaten sowie Werke von Gioachino Rossini, Hector Berlioz, Frédéric Chopin und anderen Komponisten vor. Vor den Proben zum Ring fertigte er für Ludwig II. eine Abschrift vom dritten Akt der Götterdämmerung an. In einem Beitrag des Unterhaltungsblattes Über Land und Meer  erschien im Frühjahr 1876 ein Artikel über das gesellschaftliche Leben in der Villa Wahnfried, in dem auch von Rubinstein die Rede war.
Nach Wagners Tod soll er verzweifelt gewesen sein und nahm sich im Jahr darauf das Leben.
Cosima Wagner ließ seinen Leichnam nach Bayreuth überführen und auf dem jüdischen Friedhof mit einem einfachen Grabmal bestatten.
Jüttes Ansicht zufolge handelte es sich bei Levi und Rubinstein um außergewöhnliche Fälle, die sich durch langjährige Nähe zum Wagner-Kreis zuspitzten, was von anderen jüdischen Zeitgenossen und Anhängern wie Alfred Pringsheim bestätigt wurde. Es sei daher nicht plausibel, bei allen jüdischen Bewunderern einen Selbsthass anzunehmen. Laut Jütte ist auch eine zweite, weniger psychologische Deutung möglich, nach der sich jüdische Wagnerianer naiv von Illusionen leiten ließen, die im deutschen Judentum verbreitet waren. Sie seien überzeugt gewesen, kollektiv im Deutschtum aufgehen zu können, und hätten den sich bildenden rassischen Antisemitismus übersehen.

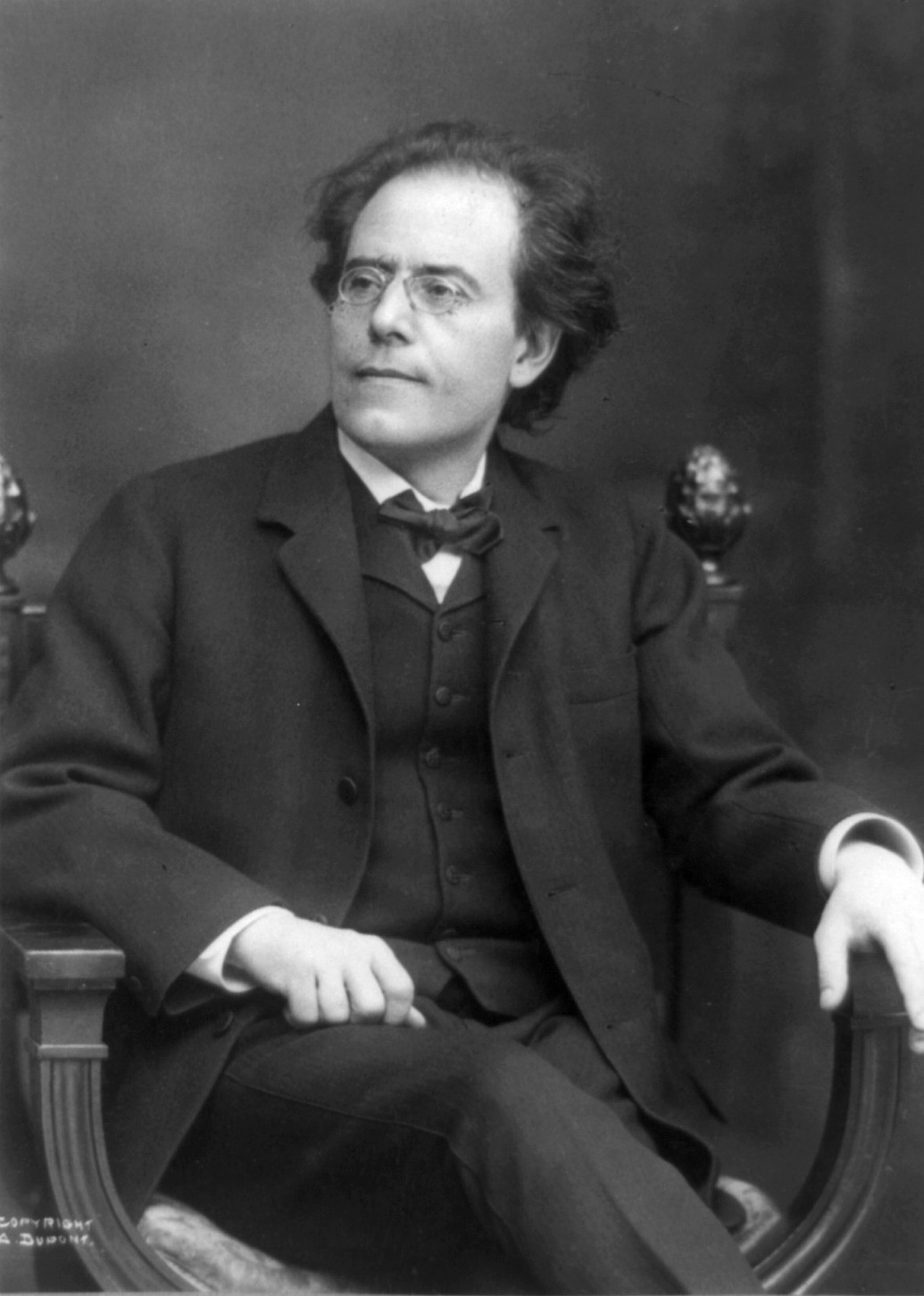
Gustav Mahler, 1909

Zu den bekanntesten jüdischen Interpreten Wagners gehörte der Komponist und Dirigent Gustav Mahler, der selbst antisemitischen Anfeindungen ausgesetzt war. Bereits mit 15 Jahren wurde er Student am Wiener Konservatorium der Gesellschaft der Musikfreunde und lernte Wagners musikdramatische Werke kennen. Die aufflammende Begeisterung für den Komponisten erfasste auch Mahler, der Wagner zeitlebens verehrte, obwohl ihm dessen Haltung bekannt war. So schrieb er im Jahre 1904 seiner Frau Alma, es gebe für ihn nur Beethoven „und Richard – und sonst nichts!!“ Brahms und Bruckner hingegen seien „sonderbare Mittelmaß-Menschen“.
Mahler vertiefte sich auch in die Schriften Wagners. Nachdem er die umfangreiche Abhandlung Religion und Kunst gelesen hatte, wurde er Vegetarier, weil er sich davon eine „Regeneration des Menschengeschlechtes“ erhoffte. Im Sommer 1883 besuchte er erstmals die Bayreuther Festspiele, bei denen nur Parsifal auf dem Programm stand. Er war tief ergriffen und sagte, ihm sei „das Größte, Schmerzlichste aufgegangen“, das er von nun an „unentweiht“ durch „sein Leben tragen werde.“ Im Jahre 1885 leitete er die ersten Aufführungen des Rheingold und der Walküre in Prag, pilgerte danach immer wieder nach Bayreuth und konnte die Aufführungen im Jahre 1894 sogar aus der Wagnerschen Familienloge verfolgen. Cosima schätzte ihn als Dirigenten, konnte sich aber nicht dazu durchringen, ihm ein Dirigat zu übertragen. Ab 1891 dirigierte er als erster Kapellmeister am Hamburger Stadt-Theater zahlreiche Wagner-Opern. Seit 1895 interessierte er sich für eine Berufung an die Hofoper in Wien. Er befürchtete, dass ihm sein Judentum, „wie die Sachen jetzt in der Welt stehen, den Eintritt in jedes Hoftheater“ verwehren würde. So konvertierte er am 23. Februar 1897 in Hamburg zum Katholizismus.
Leonard Bernsteins Haltung gegenüber Wagner war ambivalent. Bereits in seiner bekenntnishaften und noch während des Zweiten Weltkriegs komponierten ersten Sinfonie hatte er sich mit dem Judentum beschäftigt und Verse aus den Klageliedern Jeremias in hebräischer Sprache vertont. Weitere Werke waren die dritte Sinfonie sowie die Chichester Psalms.

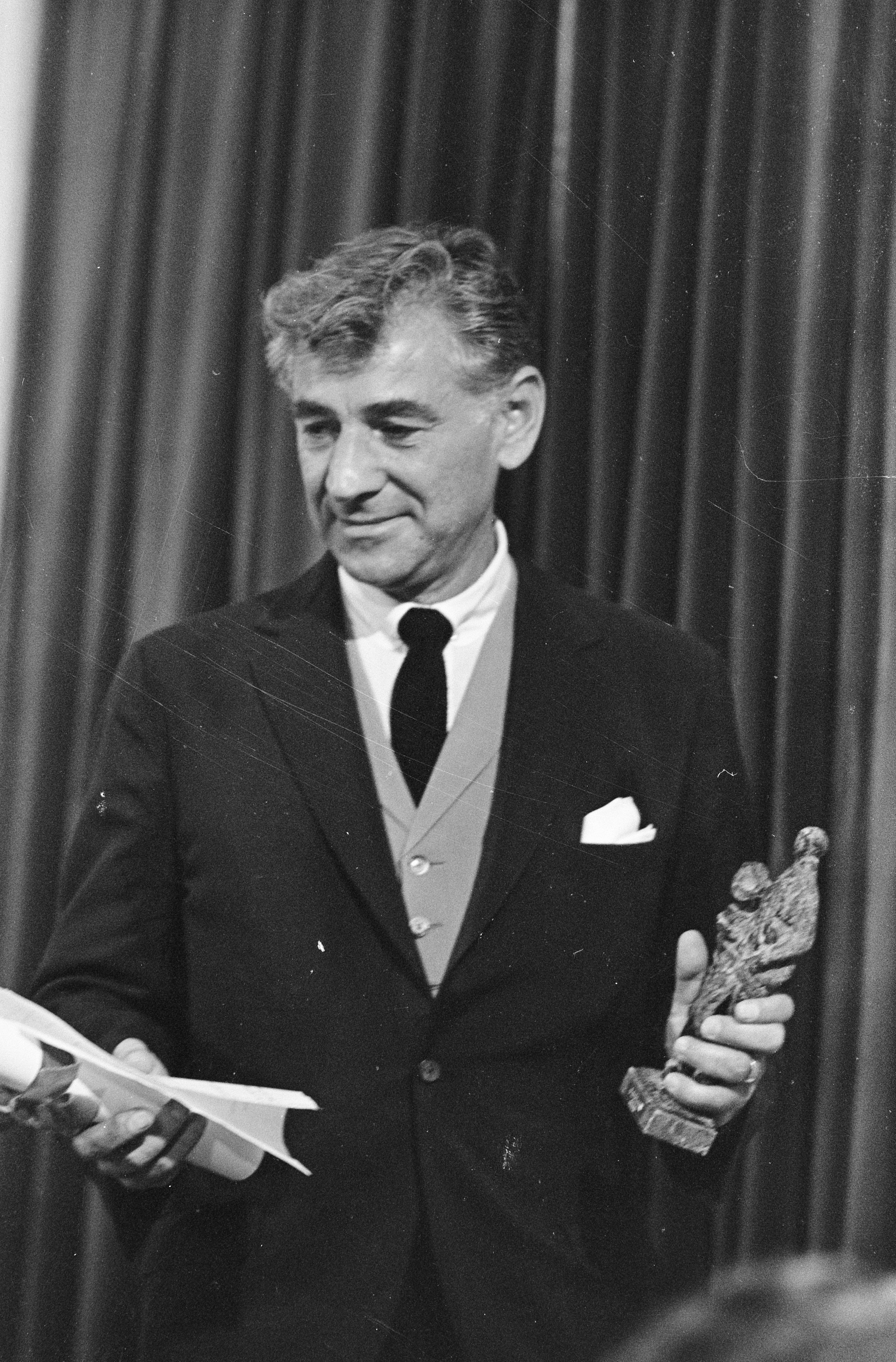
Leonard Bernstein, 1968

Bernsteins Einstellung kommt in seinem Bonmot „Richard Wagner, ich hasse dich, aber ich hasse dich auf meinen Knien!“ zum Ausdruck. Die judenfeindliche Haltung des Komponisten veranlasste ihn, seine eigene Position als Interpret der Musik zu hinterfragen und die Diskrepanz zwischen ästhetischer Faszination für das Werk und Abscheu vor der Person zu thematisieren.
So bezeichnete er Wagner als „erstrangiges Genie mit drittklassigem Charakter“, sprach von einer größenwahnsinnigen Egozentrik, hielt den Tristan indes für „das zentrale Werk der gesamten Musikgeschichte“.
1981 leitete er das Symphonieorchester des Bayerischen Rundfunks für eine (konzertante) Aufführung des Werkes. Die Fernseh- und Schallplattenaufnahmen mit Peter Hofmann als Tristan und Hildegard Behrens als Isolde bezeichnete er als „das Schönste“, das er je gemacht habe.
Vier Jahre später dirigierte er sein Lieblingsorchester, die Wiener Philharmoniker, und führte die dritten Akte der Walküre  und Siegfried auf.
Bernstein wollte sein schwieriges Verhältnis zu Wagner öffentlich reflektieren und dies in einem Film dokumentieren, mit dem auch die Rezeption Wagners in Israel beeinflusst werden sollte. Das Projekt wurde nicht abgeschlossen und blieb unveröffentlicht. Die Dokumentation war als eine Art Selbstanalyse im Sinne Sigmund Freuds geplant, die von der Frage ausgehen sollte, wie ein „netter jüdischer Junge“ dazu kommt, in Wien „rassistische Musik zu spielen.“ Bernstein entkräftete die Frage nicht durch eine Analyse des Begriffs „rassistische Musik“, sondern indem er ironisch die Prämisse der Ausgangsfrage zurückwies und klarstellte, dass er „gar kein netter Bursche“ sei.
Nach Bernsteins Tod veröffentlichte die New York Times Ausschnitte dieser Selbstanalyse unter dem Titel Wagner’s music isn’t racist.
Neben Mahler und Bernstein gab es vom späten 19. Jahrhundert bis in die Gegenwart zahlreiche jüdische Dirigenten, die Wagners Musik spielten. Zu ihnen gehören etwa Bruno Walter, Otto Klemperer, Fritz Reiner, Jascha Horenstein und Sergei Alexandrowitsch Kussewizki.
Laut Jens Malte Fischer gibt es im internationalen Musikbetrieb noch immer beiläufige mokante Bemerkungen über die Rolle der Juden. Für einen Teil der Wagnerianer sei es „nicht gut erträglich“, wenn jüdische Dirigenten wie Daniel Barenboim und James Levine in Bayreuth die Leitung übernehmen. Er verweist auf einen Witz, der unter historisch Gebildeten kursierte, als Levine bei den Bayreuther Festspielen erstmals den Parsifal dirigierte: „Wer dirigiert diesmal den Parsifal? Levi? – Ne – Levine.“ Auf diese Weise sei Levine mit dem auch von Wagner gedemütigten Dirigenten Levi „in eine unheilige Allianz gebracht“ worden. Es habe „fröhliches Gelächter“ gegeben, als Siegfried Jerusalem zum ersten Mal den Siegmund sang. Der nächste Tenor für die Rolle des Siegfried wäre dann wohl „Moische Nothung“. Derlei Scherze seien „von einem augenzwinkernden antisemitischen Unterton nicht ganz frei“, wenn sie auch nicht „nicht böse oder aggressiv“ gemeint seien.

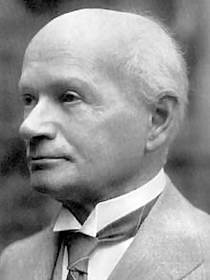
Alfred Pringsheim, circa 1900

Alfred Pringsheim, der jüdische Schwiegervater Thomas Manns, war bereits in jungen Jahren ein begeisterter Anhänger Wagners. Hedwig Pringsheim ging anlässlich des achtzigsten Geburtstags ihres Mannes in einer sehr persönlichen Würdigung auch auf die Anekdote ein, der junge Wagner-Verehrer sei bereit gewesen, sich für den bewunderten Komponisten zu duellieren. Bei einem Streit zwischen Gegnern und Anhängern Wagners habe er einem Spötter seinen Bierkrug an den Kopf geworfen. Im weiteren Verlauf kam es zu spektakulären Pressemeldungen, nach denen „auf den Straßen Bayreuths [...] bereits Blut geflossen“ sei. Da man im Hause Wagner einen Skandal befürchtete, wurden die Beziehungen zu den Pringsheims nach vielen Jahren der Freundschaft abgebrochen. Hedwig Pringsheim schrieb, dass „Dank vom Hause Wagner“ nicht die „stärkste Seite dieser Familie“ sei. Klaus Mann erklärte den Bruch zwischen seinem Großvater und Richard Wagner nicht mit der Duell-Affäre, sondern mit dem Antisemitismus des Komponisten. Alfred Pringsheim habe „zu den allerersten“ gehört, „die für Bayreuth Geld gaben – für das gleiche Bayreuth, welches heute eine Hochburg des Antisemitismus ist“. Aus der Perspektive der Nationalsozialisten müsse sein Großvater nun als „Schandfleck der Familie gelten“, während er besonders stolz auf ihn sei.
Auch Erika Mann ging auf die Wagner-Verehrung ihres Großvaters ein. In ihrem öffentlichen Glückwunsch lässt sie die Duell-Episode aus, erwähnt aber andere biographische Details. Es sei ihr Großvater gewesen, der sie und ihre Brüder Klaus und Golo mit Wagner vertraut gemacht habe. In dem prächtigen Musikzimmer des Münchner Palais spielten sie vierhändig Wagner-Partituren, die Pringsheim selbst bearbeitet hatte.
Wie Irmela von der Lühe beschreibt, war Wagners Antisemitismus für Alfred Pringsheim vermutlich kein wichtiges Thema. Dass er im Jahre 1878 mit zwei weiteren Mitgliedern der Familie aus dem Bayreuther Patronatsverein austrat, erklärt Martin Gregor-Dellin mit einem Bismarck-kritischen Artikel in den Bayreuther Blättern. Für Pringsheim wie für andere national und konservativ gesinnte Juden wog eine antipatriotische Äußerung somit schwerer als eine antisemitische.

## Nationalsozialismus

### Houston Stewart Chamberlain und der Bayreuther Kreis

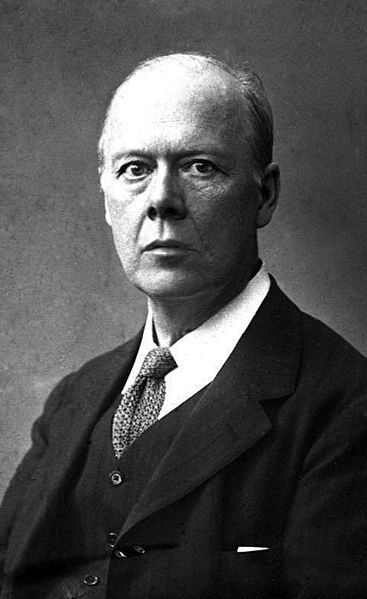
Houston Stewart Chamberlain

Zu den einflussreichsten Anhängern Wagners gehörte der gebürtige Brite Houston Stewart Chamberlain, der die ersten Lebensjahre in Frankreich verbracht und in der Schweiz studiert hatte. Er gilt als ein Wegbereiter des Nationalsozialismus. Mit seinen Schriften und der am 26. Dezember 1908 geschlossenen Ehe mit Wagners Tochter Eva spielte er eine herausragende Rolle im Bayreuther Kreis. Die Mitglieder priesen Wagner auch als Philosophen und glaubten an das Ideal, die gesellschaftliche Ordnung durch die Macht der Kunst reformieren zu können. In Wagners letzten Lebensjahren entwickelte Bayreuth sich zum Sammelpunkt der Wagnerianer, die diese Vorstellungen bis in die Zeit des Nationalsozialismus verfolgten.
Ähnlich wie bei Friedrich Nietzsche, Thomas Mann und George Bernard Shaw war seine Verehrung ambivalent; wie er selbst schrieb, wollte er nicht bloß ein „Spiegel“ sein, „der das von einem bedeutenden Menschen ausstrahlende Licht zurückwerfe“.
Ein Wiener Jude namens Blumenfeld machte ihn Mitte der 1870er Jahre mit Wagners Werken bekannt und berichtete vom Bayreuther Festspielhaus. Wie er in seinen Memoiren schrieb, sei Blumenfeld ein „redlicher Jude“, der Wagner als die „einzige große Erscheinung der zweiten Hälfte des neunzehnten Jahrhunderts“ verehrt habe.
Im Jahre 1882 besuchte er erstmals Bayreuth, erlebte die Uraufführung des Parsifal und begegnete Wagner persönlich. Nach Zwischenstufen in Dresden und Wien ließ er sich 1908 dauerhaft in Bayreuth nieder. Nach Gesprächen mit Wagners Witwe und Mitgliedern des Kreises entwickelte er schrittweise eigene politisch-religiöse und rassistische Vorstellungen. Die großen Kunstwerke seien Ergebnis der historischen Erfahrungen eines Stammes, einer Nation oder Religionsgemeinschaft.
Unter den Wagnerianern gab es zahlreiche Streitereien. So plädierte eine Fraktion dafür, nur die Werke Wagners aufzuführen, während es der Gegenseite darum ging, Wagners Kunst zur Propagierung pangermanischer und antisemitischer Ideen einzusetzen. Diese Fraktion löste sich vom „Akademischen Wagner-Verein“ und gründete den „Neuen Wagner-Verein“. Chamberlain wurde in diesen Streit einbezogen und schlug sich auf die Seite des neuen Vereins, der ihn 1891 zu einen Vortrag einlud. Dass dort jüdische Komponisten wie Mahler nicht gelobt wurden, beeindruckte ihn.
Die Wagner-Biographie von 1895 war sein erster publizistischer Erfolg. Er ging ausführlich auf Wagners Schriften ein, ließ dabei aber die extremen Ideologeme als normal erscheinen, indem er Seltsamkeiten und Widersprüche tilgte. In einem Abschnitt über Antisemitismus etwa schrieb er, dass es vor allem Juden gewesen seien, die „mit ihrer scharfsinnigen Begabung“ Wagners überragende Bedeutung erkannt hätten. Mit der Judentumsschrift habe Wagner, der weder Bosheit noch Neid gekannt habe, nichts weiter getan, als deutsche Kunst gegen schlechte Einflüsse zu verteidigen. Chamberlain übernahm Wagners Forderung, indem er behauptete, dass es keine Unannehmlichkeiten gäbe, wenn die Juden „aufhören, Juden zu sein“. Er schrieb vom „Verderb des Blutes“ und postulierte einen „demoralisierende(n) Einfluss“ des Judentums. Dieser Einfluss beschleunige „den Vorgang der progressiven Entartung“ und wirke vor allem deswegen unheilvoll, weil der moderne Mensch „keine Zeit zur Besinnung“ und zur „Erkenntnis seines jämmerlichen Zustandes“ habe.
Die Biographie war unter den deutschnationalen Wagnerianern sehr beliebt. Sie bestärkte den Glauben an Wagner als Reformator der deutschen Kultur sowie der nordisch-deutschen Weltanschauung. Chamberlain gehörte zu den Lieblingsautoren Kaiser Wilhelms II.
Chamberlains von antisemitischen und rassistischen Gedanken durchzogene Schrift Die Grundlagen des neunzehnten Jahrhunderts war ein großer Publikumserfolg und hatte für die Vorkriegszeit eine ähnliche Bedeutung wie Oswald Spenglers Untergang des Abendlandes für die Phase nach dem Ersten Weltkrieg.
Mit Spenglers Kulturkritik vergleichbar beschrieb er aktuelle Ideen und fasste die Stimmung der Zeit zusammen. Er verband den Wunsch nach deutscher Vorherrschaft mit der Angst vor einem gesellschaftlichen und moralischen Niedergang. Chamberlain ging vom vermeintlich schädlichen jüdischen Einfluss auf die europäische Geschichte aus, gab aber keine direkten Handlungsanweisungen. Cosima Wagner begrüßte Chamberlains Entschluss, ein größeres Werk zu verfassen, da der Meister auf diese Weise weiter verklärt werden könne.

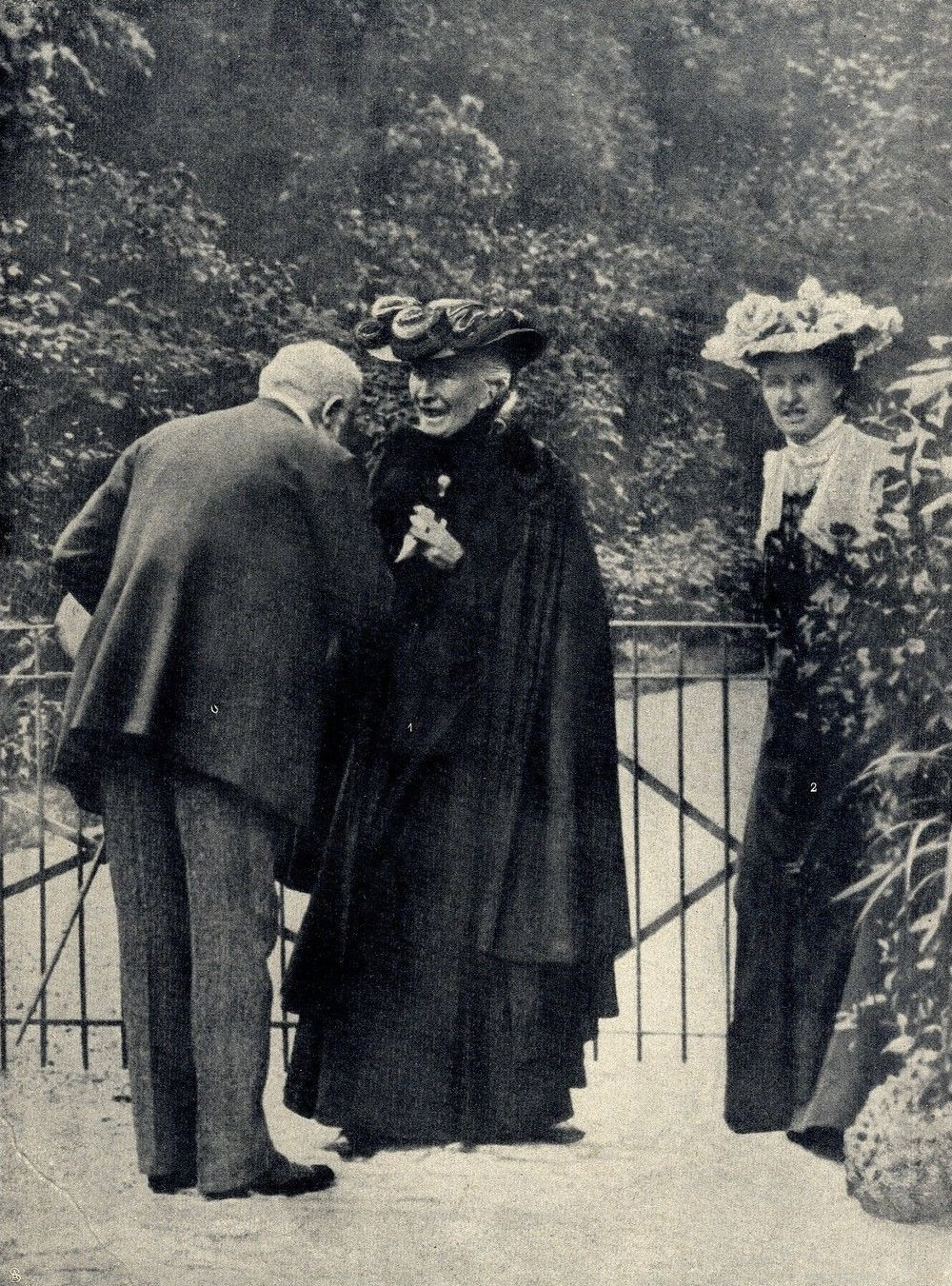
Cosima Wagner und ihre Tochter Eva Maria Freiin von Bülow, 1906

In einem Brief an Chamberlain rühmte sie ihn als ersten Denker, der mutig genug gewesen sei, „die Wahrheit anzusprechen, daß nämlich der Jude der entscheidende Faktor unserer gegenwärtigen Kultur“ sei. Allerdings bedauerte sie, dass er Wagner nicht als wichtigste Quelle seiner Inspiration bezeichnet habe. Henry Thode, ein Schwiegersohn Wagners, schrieb eine kritische Rezension der Schrift, die vermutlich auf ihre Initiative zurückging und diesen Punkt bemängelte. Chamberlains Grundlagen basierten lediglich auf Wagners Schriften – vor allem Religion und Kunst –, was weder im Vorwort noch im Text hinreichend deutlich werde. Im Vorwort zur dritten Auflage seiner Schrift ging der verärgerte Chamberlain auf den Plagiatsvorwurf ein: Die vermeintlich von Wagner übernommenen Ideen seien nicht im „Privatbesitz“ des Meisters, sondern „Bestandteil des gemeinsamen kulturellen Erbes europäischer Humanität“. Wie David Clay Large ausführt, gibt es deutliche Parallelen zwischen Chamberlains Werk und der Prosa Wagners wie etwa Religion und Kunst, Deutsche Kunst und deutsche Politik sowie der Hetzschrift. Auch Wagner hatte darauf beharrt, das Positive mit dem Einfluss germanischer Völker zu erklären, das Schwächende hingegen auf den atheistischen Materialismus und Marxismus sowie das „Weltjudentum“ zurückzuführen.
Trotz einer Krankheit traf er Adolf Hitler, als dieser im Oktober 1923 Bayreuth besuchte. Bald darauf schrieb er ihm einen Brief, in dem er ihn als jemanden rühmte, der „Gewaltiges zu leisten“ habe. Allerdings sei dieses „Gewaltige“ nicht „eine Gewalt, die aus Chaos stammt und zu Chaos“ führe. Das Wesen dieser Gewalt sei es, den „Kosmos zu gestalten.“ Hitler erkannte die Bedeutung dieser Unterstützung, veröffentlichte den Brief und wollte so demonstrieren, dass er mit der Welt Wagners ebenso verbunden sei wie mit dem Gedankengut Chamberlains.
Die Nationalsozialisten waren für Chamberlains Unterstützung dankbar, da sich die Partei in ihren Anfängen um Anerkennung bemühte. Nach Chamberlains Tod am 9. Januar 1927 nahm Hitler an der Beisetzung in Bayreuth teil. Wie bei anderen intellektuellen Vorfahren des Nationalsozialismus lässt sich nur schwer bestimmen, inwieweit die Ideen das Verhalten der Verantwortlichen tatsächlich beeinflussten. So behauptete Joseph Goebbels, er habe die Grundlagen gelesen, und bezeichnete den Verfasser als „Wegbereiter“ und „Bahnbrecher“. Heinrich Himmler wiederum schrieb nach der Lektüre der Schrift Rasse und Nation: „Eine Wahrheit, von der man überzeugt ist. Objektiv und nicht voll von haßerfülltem Antisemitismus. Deshalb umso wirksamer. Dieses abscheuliche Judentum.“

### Zeit des Nationalsozialismus

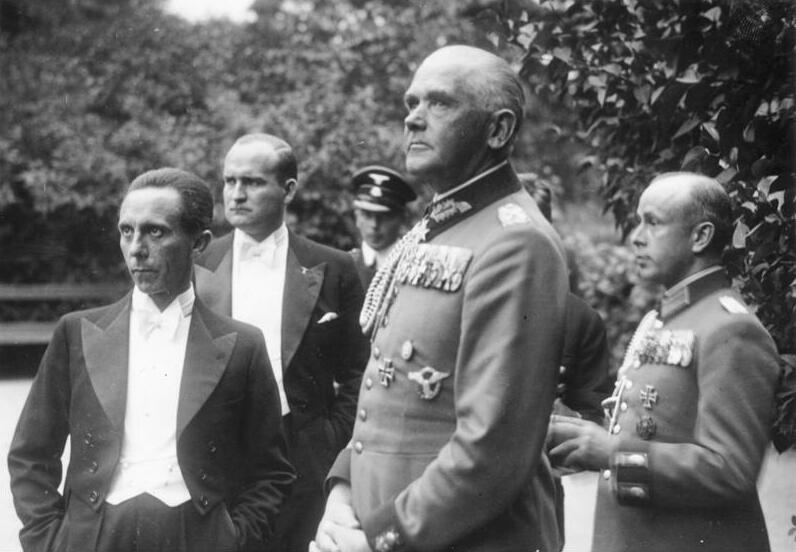
Bayreuther Festspiele 1937. Joseph Goebbels und Generalfeldmarschall Werner von Blomberg während der Pause.

In der tradierten Wagner-Rezeption wurde häufig angemerkt, dass der unleugbare Antisemitismus des Komponisten vermutlich eine bloße Randnotiz geblieben wäre, hätte ihn das nationalsozialistische Regime unter Adolf Hitler nicht für sich vereinnahmt. Die Vereinnahmung und der Antisemitismus Wagners sind wesentliche Gründe dafür, dass er bis in die Gegenwart umstritten bleibt und die Geister sich an ihm scheiden.
Angetrieben von Hitlers Leidenschaft wurden Wagners Werke in dieser Zeit zum Staatskult erhoben. Hitlers Verehrung für Wagner wurde von Mitgliedern der Familie Wagner erwidert, blieb aber nicht ohne Vorbehalte seiner eigenen Partei.
Der Nationalsozialismus stilisierte Wagner zum deutschen Komponisten par excellence und missbrauchte Wagners Musiktheater propagandistisch selbst noch für Untergangsszenarien gegen Ende des Zweiten Weltkriegs im Sinne eines Todes- und Endzeitkults. Die Nationalsozialisten gingen selektiver vor als die völkische Bewegung, um Wagner für ihre Propaganda einzusetzen und ihre Weltanschauung bestätigen zu lassen. Laut Dieter David Scholz ignorierten sie dabei die Facetten seiner Persönlichkeit und seines vielschichtigen Werkes. Nationalsozialistische Wagnerianer ergötzten sich an den Helden, ignorierten aber deren Untergang. Wagners gebrochenes Verhältnis zum Heldentum, die utopischen, anarchistischen und sozialistischen Züge sowie den Antimilitarismus übersahen sie ebenso wie die zunehmende Distanz zum Staatswesen Otto von Bismarcks.
Brigitte Hamann wies darauf hin, dass viele Nationalsozialisten Wagner ablehnten. Hitlers Wagner-Verehrung sei kein integraler Bestandteil der nationalsozialistischen Ideologie. Hitler, nicht aber die NSDAP habe sich zum Förderer des Werkes gemacht.
Wie Dina Porat erläutert, stieß Hitlers Wagner-Begeisterung im Führungskreis der NSDAP auf Widerstände. Teile der Führung hätten verhindern können, dass Wagner bei der ideologischen Ausrichtung des NS-Staates eine bedeutende Rolle spielte. Wie sich aus Tagebüchern und Memoiren von Vertretern des Führungskreises ergebe, habe kein großes Interesse an Wagner bestanden; meist sei er lediglich im Zusammenhang mit Hitler erwähnt worden.
So gab es Widerstände bei Alfred Rosenberg, dem führenden Ideologen der NSDAP, der glaubte, Wagners Ring müsse textlich überarbeitet werden. Laut Dina Porat wurde Wagner in den Führungskreisen der Hitlerjugend toleriert, um Hitler nicht zu verärgern. Rosenberg lehnte den Ring auch deswegen ab, weil der gebrochene Charakter Wotans dem Ideal des Wotan-Kults widersprach, das ihm oder Heinrich Himmler vorschwebte. Der ausgeprägte Individualismus, den die Figuren der Musikdramen zeigen, passte zudem nicht zur nationalsozialistischen Ideologie.
Während Wagners Ouvertüren oder andere Stücke äußerst beliebt waren, begeisterten sich nur wenige Nationalsozialisten für die langen Aufführungen in Bayreuth.
Zwar scheiterte Robert Ley damit, die bekannte Rienzi-Ouvertüre durch ein anderes Stück zu ersetzen; nach Auffassung Porats zeigt der Versuch aber den Widerwillen anderer NS-Größen.
In der persönlichen Umgebung Hitlers wusste man, dass Wagner ein dankbarer Stoff zum Einstieg in das eigentlich wichtige Thema war, was etwa Albert Speer in seinen Erinnerungen festgehalten hat.
Laut Jens Malte Fischer zeigt sich die Bedeutung des Wagnerschen Antisemitismus für die NS-Ideologie auch in einem anderen Zusammenhang: Zu Beginn des Propagandafilms Der ewige Jude, der Ende November 1940 im Ufa-Palast am Zoo uraufgeführt wurde, sind Aufnahmen aus dem besetzten Polen zu sehen. Eine Stimme aus dem Off spricht von der „Gelegenheit, [...] das Judentum an seiner Niststätte kennenzulernen.“ Die in Polen lebenden Juden hätten nicht unter „den Wirren des Krieges“ zu leiden gehabt, und man sehe sie nicht unter „der bäuerlichen Bevölkerung“, da sie unbeteiligt „in den dunklen Ghettogassen der polnischen Städte“ säßen und bereits „eine Stunde nach der deutschen Besetzung [...] schon wieder Geschäfte“ machten. Man erkenne „einen Pestherd, [...] der die Gesundheit der arischen Bevölkerung“ bedrohe. Schließlich beruft sich der Sprecher auf Richard Wagner, dessen Worte „Der Jude ist der plastische Dämon des Verfalls der Menschheit“ von den Bildern bestätigt würden.
Es handelt sich um den einzigen Verweis auf Wagner im ganzen Film, der allerdings nicht aus dem Pamphlet Das Judenthum in der Musik stammt, sondern aus der kleineren, 1881 veröffentlichten Abhandlung Erkenne dich selbst, die zu den Regenerationsschriften gehört.
Wie Alex Ross ausführt, wurde das Zitat vermutlich auf Veranlassung von Joseph Goebbels verwendet, der es in seinen Reden häufig einsetzte. Als er am 18. Februar 1943 seine Sportpalastrede über den „totalen Krieg“ hielt, sagte er, „das Judentum“ erweise sich „wieder einmal als die Inkarnation des Bösen, als plastischer Dämon des Verfalls und als Träger eines internationalen kulturzerstörerischen Chaos.“
Die im Film gezeigte rituelle Schlachtung von Vieh soll auf angebliche jüdische Tierquälerei hinweisen. Danach erfolgt ein Szenenwechsel zu Hitlers Reichstagsrede vom Januar 1939, in der er bereits von der „Vernichtung der jüdischen Rasse in Europa“ sprach.
Szenen mit Rattenschwärmen suggerieren eine „Verseuchung“, von der auch in Cosimas Aufzeichnungen und in Gedichten des Lyrikers T. S. Eliot die Rede ist. Der Film endet mit Leni Riefenstahls Aufnahmen von strahlenden Gesichtern zu einer Musik, die von Wagner inspiriert wurde.
In ihrem Propagandafilm Triumph des Willens ist bis auf Gottfried Sonntags Nibelungenmarsch und einen kurzen Ausschnitt aus den Meistersingern von Wagners Musik allerdings nichts zu hören.

#### Winifred Wagner

Winifred Wagner, 1925

Vor allem Winifred Wagner, die Schwiegertochter des Komponisten, die von 1930 bis 1944 auf dem Grünen Hügel herrschte, beeinflusste den weiteren Verlauf. Sie stellte Bayreuth in den Dienst des NS-Staates und bekannte sich auch nach dem Ende des Zweiten Weltkrieges zu ihrer Verbundenheit mit Hitler. Laut Dieter David Scholz geht die Identifizierung Wagners mit dem Nationalsozialismus letztlich auf ihren ebenso naiven wie rücksichtslosen Geschäftssinn zurück.
Wie etwa Kaiser Wilhelm II., Cosima Wagner, der Bayreuther Kreis und Adolf Hitler war auch Winifred von der Rassenlehre Chamberlains geprägt, der sich gern mit ihr unterhielt. So schrieb sie nach der Lektüre seiner Grundlagen, sie habe „nie in ihren Leben so spielend leicht und schnell begreifen gelernt“.
Am 1. Oktober 1923 betrat Hitler erstmals das Haus Wahnfried und wurde von Winifred und Siegfried Wagner durch die großen Räumlichkeiten geführt. Nachdem er einige Minuten allein am Grab im Garten des Anwesens gestanden hatte, kehrte er zurück und versprach, dass Parsifal, Wagners letzte Oper, im Falle seiner Machtübernahme nur noch in Bayreuth gespielt werden sollte. Richard Wagner selbst hatte darauf bestanden, sein Bühnenweihfestspiel sollte Bayreuth vorbehalten bleiben.
Helene und Edwin Bechstein ermöglichten Hitler den Zugang zum Wagner-Kreis in Bayreuth. Sie finanzierten die deutschvölkische Zeitschrift Auf gut deutsch des rechtsextremen Publizisten Dietrich Eckart, der ihnen Hitler im Juni 1921 vorgestellt hatte. Während der Wintermonate luden sie ihn ein, sie im Hotel Bayerischer Hof oder auf ihrem Landsitz bei Berchtesgaden zu besuchen.
Die Wagners waren zunächst geteilter Meinung über den Gast, der in seiner bayerischen Tracht „recht gewöhnlich“ ausgesehen habe. Siegfried habe ihn für einen „Betrüger und Emporkömmling“ gehalten, während Winifred ihn als „Retter Deutschlands“ ansah. Auch in der feinen Münchner Gesellschaft wirkte Hitler mit seinem Regenmantel, der auffällig getragenen Pistole sowie der Peitsche wie eine bizarre Figur. Ernst Hanfstaengl, der ihm Kontakte zu einflussreichen Kreisen und Förderern ermöglichte, war zwar von dessen Rednergabe fasziniert, lehnte aber die oberflächlichen Ansichten über Kunst und Kultur ab. Hitler wiederum schätzte Hanfstaengls pianistische Fähigkeiten und war beeindruckt, wie er Wagner spielte.
Im Zusammenhang mit Proben für Siegfrieds sinfonische Dichtung Glück reisten Winifred und ihr Mann im November 1923 nach München und erlebten die Niederschlagung des Hitlerputsches.
Zurück in Bayreuth verfasste Winifred einen offenen Brief in der Oberfränkischen Zeitung, bekundete im Namen der Familie ihre Unterstützung und begründete so die Verbindung zu Hitler.
Man verfolge Hitlers „aufbauende Arbeit“ mit Anteilnahme und Zustimmung und sehe in ihm einen moralisch reinen Menschen, der mit Inbrunst eine „göttliche(n) Bestimmung“ zu verwirklichen suche.
Sie besuchte ihn nicht in Landsberg, half aber mit praktischen Dingen wie etwa Schreibpapier. Zudem unterstützte sie Familien inhaftierter Nationalsozialisten und wirkte bei einer Petition mit, in der Hitlers Freilassung gefordert wurde.
Sie gratulierte Hitler knapp zwei Wochen nach der Machtergreifung persönlich, als er zur Feier des 50. Todestags Wagners im Leipziger Gewandhaus erschien und ankündigte, dem Meister in der Geburtsstadt ein Denkmal errichten zu lassen. Am 29. März 1933 schrieb sie an Margarethe Strauß begeistert von den „urgewaltigen“ Zeiten, „die wir miterleben dürfen“. Weiter erwähnte sie, „der Führer und sein Werk“ sei „wie ein unbegreifliches Wunder, das wir dankbar verehren können“. Es sei eine Freude gewesen, in „Wahnfried zum erstenmal unsere Fahne hissen“ zu dürfen. Am Tag von Potsdam sei Wieland „an der Spitze der Hitler-Jugend mit dem Fähnchen in der Hand“ als „echter Wagnerenkel“ marschiert.
1933 wurde die Festschrift Bayreuth im Dritten Reich veröffentlicht, in der Wolfgang Golther im einleitenden Kapitel Hitlers Rolle herausstrich. Hitlers „Bekenntnis zu Bayreuth“ bezeuge die „Absicht, das neue Reich durch die Deutsche Kunst zu beseelen“. Die „deutsche Jugend“ müsse zu Wagners Werk „erzogen werden, dem sie durch die seelische Verelendung der letzten Jahrzehnte völlig entfremdet“ worden sei.
Während ihr Sohn Wieland als Günstling Hitlers bis Ende April 1945 eine bevorzugte Stellung in der Familienkonstellation genoss, ging ihre Tochter Friedelind in die Emigration und wandte sich in zahlreichen Beiträge gegen das Regime.
In Hans-Jürgen Syberbergs Dokumentarfilm Winifred Wagner und die Geschichte des Hauses Wahnfried 1914–1975 ging sie ausführlich und mit lebhaftem Mienenspiel auf ihre Beziehung zu Hitler ein. Mit Hinweisen auf unterschiedliche Gerüchte provozierte Syberberg im Verlauf des Gesprächs mehrfach ihren Widerspruch. So behauptete er, in Bayreuth sei sie „hohe Frau“ genannt worden oder Hitler habe dort die Venusberg-Szene inszenieren wollen, was sie vehement zurückwies. Syberberg arbeitete zudem mit falschen Zitaten des Regisseurs Heinz Tietjen, denen sie umgehend widersprach. Auf die Frage, ob die „Endlösung der Judenfrage durchaus auch in Richard Wagners Sinne“ gewesen sei, reagierte sie ruhig. Dies sei „Unsinn“, da Wagner allenfalls „an eine Art Stillegung des geistigen Einflusses der Juden [...] auf das politische Leben in Deutschland gedacht“ habe, nicht aber „an eine persönliche Ausrottung“. Sie erinnerte an die jüdischen Freunde Wagners, der nichts „gegen den einzelnen Menschen“ gehabt habe. Auch ihr gehe es so; es handele sich eher um den „jüdische(n) Einfluß auf das kulturelle Leben“, der abgelehnt worden sei. In den 1920er Jahren seien „überall [...], in jeder Spitzenstellung sozusagen“ Juden gewesen, etwa in der Politik oder im Theaterleben. Wagners Judentumsschrift sei im Hinblick auf seine „Riesenleistung“ nur eine „kleine dünne Arbeit“.

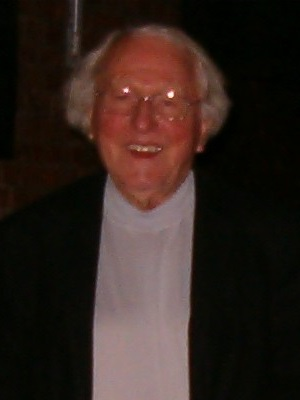
Wolfgang Wagner, 2004

Syberbergs fragte sie, ob sie nach dem aktuellen Wissensstand nicht auch meine, Hitler sei ein Fluch „für Deutschland und dann für das Haus Wagner“. Sie antwortete, dass sie seiner „stets in Dankbarkeit“ gedenke, habe er ihr in Bayreuth doch „sozusagen die Wege bereitet“ und stets geholfen. Das Negative sei nicht von ihm, sondern dem „Haupttriebleiter“ Julius Streicher ausgegangen, der „ja völlig unmöglich“ gewesen und von allen abgelehnt worden sei. Sie nehme Hitler „überhaupt von der ganzen Gesellschaft aus“.
Am 18. Juli 1975 erschien ein Zeit-Artikel von Wolfgang Donner unter dem Titel Der gute Onkel von Bayreuth, der zu einem auch von anderen Zeitungen befeuerten Eklat führte. Zu Beginn der Festspiele 1975 schrieb Donner dort unter anderem vom „personifizierte(n) Grauen als Biedermann“ in einem „idyllischen Refugium“, vom „tägliche(n) Faschismus“ sowie von einer „erinnerungsselige(n) Nivellierung des Schrecklichsten zur neckischen Anekdote“.
Wie Brigitte Hamann ausführt, gingen Syberbergs Aussagen, Winifred sei kein Einzelfall, sondern verkörpere den „nicht unintelligenten Mitläufer“, der niemandem geschadet habe, in der Empörung unter. Der Streit beruhte auch auf der Frage, ob der Regisseur den Film mit nicht genehmigten Passagen und Tonaufnahmen erweitert hatte. Der Festspielleiter Wolfgang Wagner, der die Rohfassung des Films am 17. Juni in München gesehen und abgesegnet hatte, distanzierte sich bei einer Pressekonferenz von seiner Mutter und erklärte, sie habe sich nach 1945 vom Festspielbetrieb ganz zurückgezogen und mit dem neuen Bayreuth nichts zu tun. Er verbot ihr öffentlich, das Festspielhaus zu betreten, was sie tief verletzte. Sie warf Syberberg vor, er habe in dem von ihrem Sohn freigegebenen Film ohne ihr Wissen das Tonband mitlaufen lassen und bedenkenlos Teile davon „der Öffentlichkeit preisgegeben.“

#### Adolf Hitler

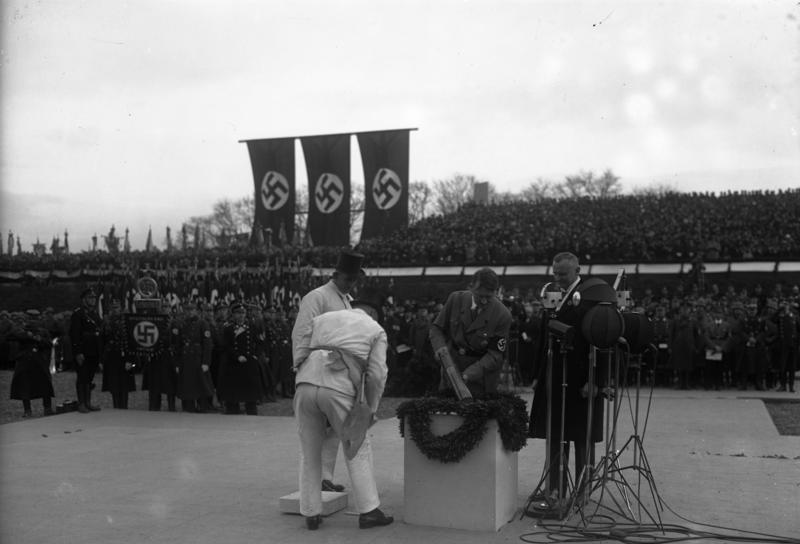
Grundsteinlegung am Richard Wagner-Denkmal durch Adolf Hitler, 1934

Um Wagners Bedeutung für Adolf Hitler zu veranschaulichen, wird mitunter an die Begebenheit nach der Aufführung des Rienzi erinnert, der dritten, vollendeten Oper Wagners, die den römischen Volkstribun Cola di Rienzo in den Mittelpunkt stellt und noch den Einfluss Meyerbeers, Spontinis und der romantischen Tradition erkennen lässt. Wagner selbst distanzierte sich bereits 1845 von der Oper, die erst 2013 in Bayreuth gespielt wurde. In dem heroischen, von Wagner später als „Schreihals“ charakterisierten Werk finden sich Massenszenen, wirkungsvollen Aktschlüsse und Heil-Rufe.
In seinem Brief an den Tenor Albert Niemann vom 25. Januar 1859 grenzte er die Haltung Rienzis deutlich von den gängigen Rachemotiven der italienischen und französischen Oper ab. Das ursprüngliche Motiv der Blutrache für die Ermordung des Bruders werde schrittweise von patriotischem Gemeinsinn verdrängt.
Mit seinem Jugendfreund August Kubizek, den er 1905 auf einem Stehplatz des Landestheaters kennengelernt hatte und der seine Wagner-Begeisterung teilte, besuchte Hitler in Linz eine Aufführung des national gestimmten Werkes, dessen Ouvertüre später regelmäßig für Reichsparteitage der NSDAP verwendet wurde. In den ersten Jahren des NS-Staates wurde es pro Spielzeit etwa 100-mal an bis zu 15 Bühnen aufgeführt. Theodor W. Adorno attestierte dem Werk einen faschistischen Geist, eine Diagnose, der sich viele Interpreten anschlossen.
Nach eigenen Angaben wurde Hitler von dem Erlebnis epochal beeinflusst. Kubizek, dessen Aufzeichnungen die wichtigste Quelle für Hitlers Wagnerleidenschaft während der Wiener Jahre sind, erinnerte sich später daran, wie sein Freund nach der Vorstellung „in großen, mitreißenden Bildern […] seine Zukunft und die seines Volkes“ entwickelte. So „wie eine aufgestaute Flut durch die berstenden Dämme bricht, brachen die Worte aus ihm hervor.“ Gegenüber Winifred Wagner habe Hitler bekannt: „In jener Stunde begann es.“ Kubizek zitierte Verse, die den Freunden „zu Herzen“ gegangen seien: „... doch wählet ihr zum Schützer mich / der Rechte, die dem Volk erkannt, / so blickt auf eure Ahnen hin: / Und nennt mich euren Volkstribun!“
Laut Hans Rudolf Vaget wird das „Rienzi-Erlebnis“ meist auf das Jahr 1906 verlegt, muss aber zwischen dem 3. Januar und dem 19. Februar 1905 stattgefunden haben.
Vaget glaubt nicht, dass mit dieser Episode etwas Wesentliches im Leben des erst Fünfzehnjährigen begonnen hat, und erinnert daran, dass Brigitte Hamann die Bedeutung des Erlebnisses in ihrem Buch Hitlers Wien unerwähnt lässt. Er hält es für wahrscheinlicher, dass Hitlers Phantasie beflügelt wurde und sich eine Empfänglichkeit für die spätere Lebensrolle ausbildete. Hitlers Bewunderung für den charismatischen Demagogen und „Volkstribunen“ Karl Lueger sei möglicherweise auf dieses „ästhetische Urerlebnis“ zurückzuführen.
Während seiner späteren Festungshaft in Landsberg schrieb er Siegfried Wagner, dass in Bayreuth „erst durch den Meister und dann durch Chamberlain, das geistige Schwert geschmiedet“ worden sei, mit dem nun gefochten werde. Diese ideologische Instrumentalisierung Wagners wurde von der Hitler-Forschung nicht gründlich aufgearbeitet, wenngleich die meisten Biographen ausführlich auf die Wagner-Begeisterung Hitlers eingehen.
Hitler und Kubizek gingen fast täglich in die Linzer Oper, in der auch Werke von Mozart, Beethoven, Rossini, Donizetti und anderen Komponisten auf dem Programm standen, und waren bereit, selbst für einen Stehplatz sehr lange zu warten. Da für Hitler vor allem deutsche Musik zählte, konnte er sich der Begeisterung für Verdi und Puccini nicht anschließen. Vor allem in den späteren Jahren schätzte er auch Brahms, Liszt und Bruckner und fand Gefallen an den Operetten von Johann Strauss und Franz Lehár.

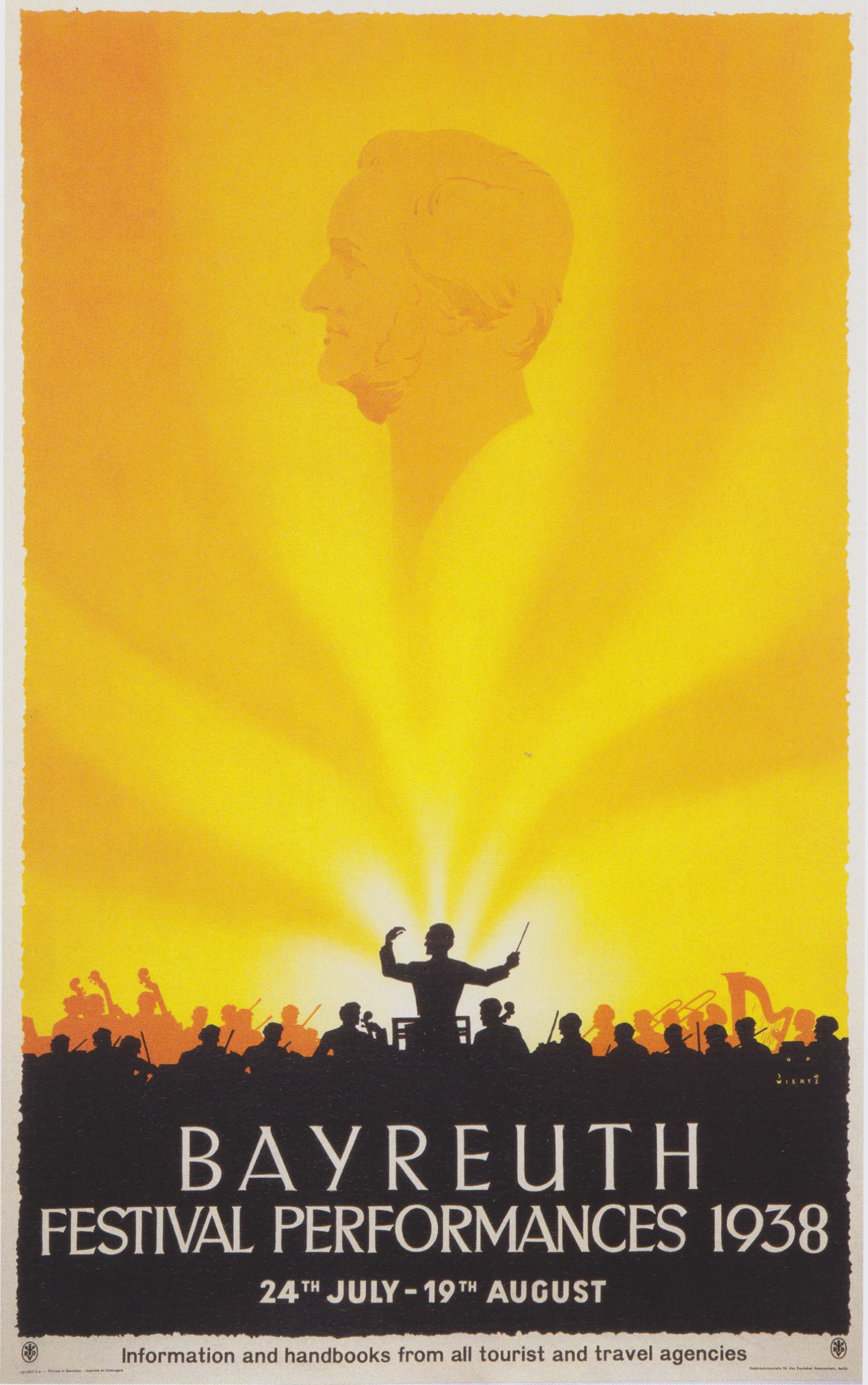
Festspielplakat von Jupp Wiertz, 1938

Während zahlreiche Nazi-Größen unterschiedlicher Parteiebenen sich mehrfach auf Wagners antisemitische Aussagen bezogen, ging Hitler selbst nicht auf diese Theorien ein, weder in frühen Reden oder in Mein Kampf noch in den späteren Reden bis zum Ende des Regimes. Selbst bei propagandistischen Veranstaltungen rund um das Leipziger Richard-Wagner-Denkmal, für das er 1934 den Grundstein legte, bezog Hitler sich nicht auf Wagners antisemitische Theorien. Hitler erwähnte Wagners Musik als Waffe gegen den Marxismus, sprach aber nicht vom „jüdischen Marxismus“ oder „jüdischen Bolschewismus.“
Viele Bemerkungen über Wagner erfolgten in Gesprächen mit Freunden, etwa mit Kubizek, der sie in seinem Buch Adolf Hitler, mein Jugendfreund festhielt. Darüber hinaus gibt es Aufzeichnungen von Unterhaltungen am Teetisch in der Reichskanzlei sowie von Tischgesprächen im Führerhauptquartier. Eine weitere Quelle sind Hitlers Unterhaltungen mit Angehörigen der Wagner-Familie im Haus Wahnfried, in dem er sich so wohlfühlte, dass er ohne Leibwächter erschien und über Weihnachten blieb. Während seiner Monologe im Führerhauptquartier schwärmte er davon, wie sehr er „nach der Jahrhundertwende jede Wagner-Aufführung genossen“ habe. Im Januar 1942 sprach er über seine Vorfreude auf Besuche in Bayreuth, wo er den letzten Abschnitt seines Lebens nach dem Ende des Krieges verbringen wolle. Selbst auf Bitten Winifred Wagners trennte er sich nicht von Originalpartituren. Ohne Begleitung besuchte er mehrfach das Grab Wagners.
Hitler sprach nicht über Wagners Judenhass oder rassistische Vorstellungen, sondern bezog sich ausschließlich auf seine Bewunderung für den Komponisten und dessen Musik. Selbst Wagners Hetzschrift erwähnte er nicht, obwohl er sich nach Auffassung Dina Porats die berüchtigte Aussage über die „Erlösung“ durch den Untergang hätte zunutze machen können.
Hitler war auch von Lohengrin beeindruckt, nachdem er das Werk als Zwölfjähriger in Linz gesehen hatte. Später schrieb er in Mein Kampf, dass seine „jugendliche Begeisterung für den Bayreuther Meister [...] keine Grenzen“ gekannt habe und er „mit einem Schlag“ hingerissen gewesen sei. Er fertigte sogar Szenenbilder an und kannte das Werk so gut, dass ihm bei der Inszenierung am 19. Juli 1936 in Bayreuth auffiel, dass auch der von Wagner gestrichene zweite Teil der Gralserzählung zu hören war. Nach Auffassung Martin Gecks identifizierte er sich mit Lohengrin, der von einem mysteriösen Gral ausgesandt worden sei, um dem Volk „die verlorene Würde zurückzugeben.“
Mit den häufigen Opernbesuchen wollte Hitler sich laut Vaget seiner emotionalen und kulturellen „Deutschheit“ versichern. Bereits während der Schulzeit in Linz, einer Hochburg der Anhänger Georg von Schönerers, zeigten sich Sympathien für die Alldeutschen, die während ihrer Versammlungen in Wien und Linz die Rienzi-Ouvertüre zu spielen pflegten. Mit seinem Wagner-Kult glaubte er, sich als „wahrer Deutscher“ über die verachtete „Vielvölker-Monarchie“ erheben zu können.

#### Bayreuther Festspiele während des Krieges
Winifred Wagner glaubte zunächst, dass die Festspiele wie bereits 1914 während des Krieges pausieren würden. Nachdem Hitler durchgesetzt hatte, dass sie dennoch stattfanden, leitete die nationalsozialistische Organisation Kraft durch Freude einen Besucherstrom nach Bayreuth.
Zwischen 1940 und 1944 kamen etwa 100.000 „Gäste des Führers“ zu den Festspielen, viele von ihnen aus den Streitkräften. Dabei wurden verwundete Soldaten bevorzugt, die, an Krücken oder von einer Krankenschwester begleitet, in Bayreuth eintrafen und von einer Marinekapelle begrüßt wurden. Es gab Einführungsvorträge und von Winifred organisierte Führungen durch das Haus Wahnfried.
Da die Götterdämmerung und Parsifal nicht zur Stimmung des Krieges passten, standen zwischen 1943 und 1944 nur die Meistersinger auf dem Programm. Im Text der Einführungsbroschüre wurden die mahnenden Schlussworte Hans Sachs’ zitiert und dabei vor einem Rückzug in die Sphäre der reinen „heil’ge(n) deutsche(n) Kunst“ gewarnt, da nur der Krieg die „bösen“ Absichten des Feindes durchkreuzen, nur das „deutsche Schwert“ Nothung das nahende Verderben aufhalten könne.

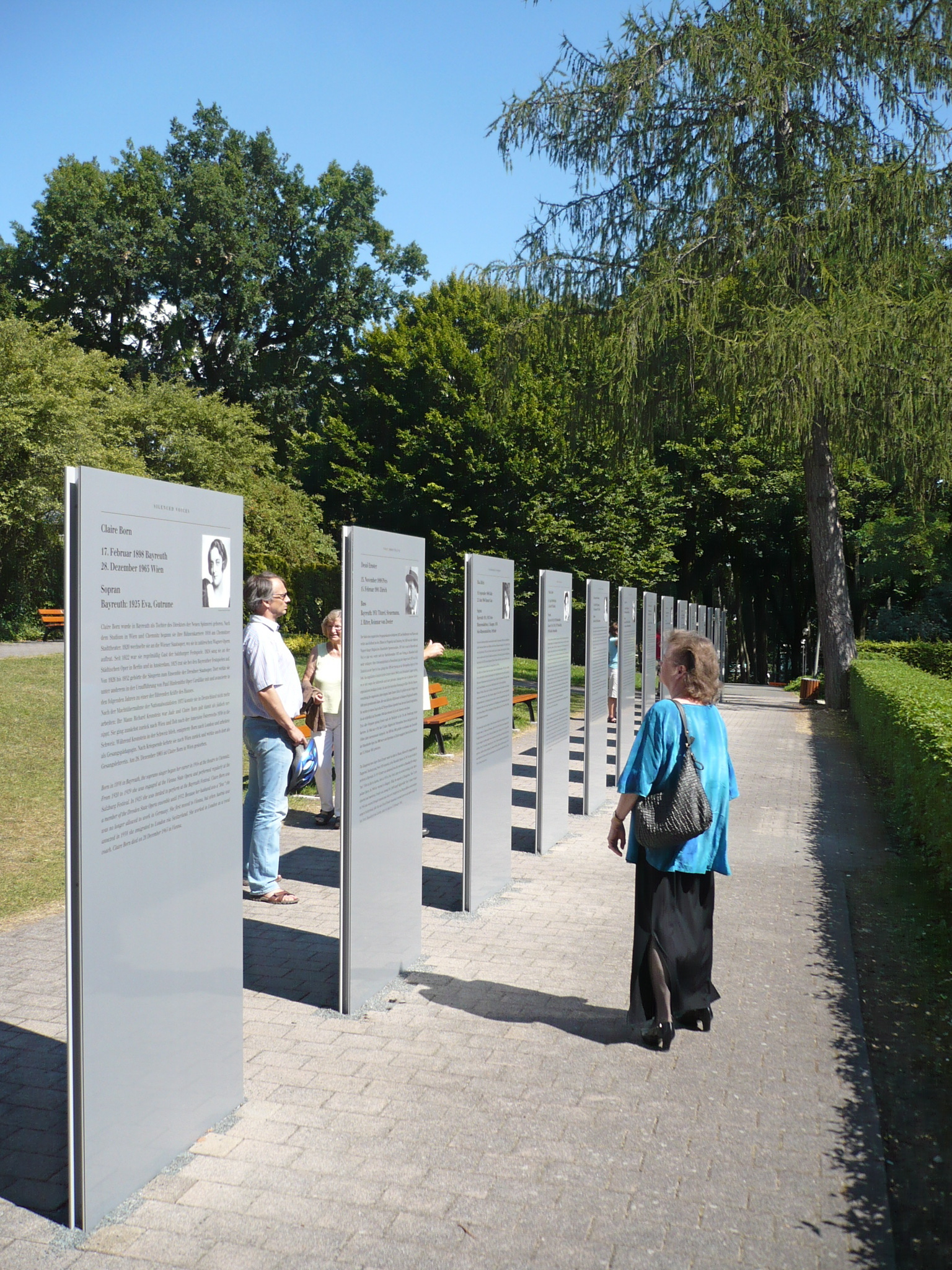
Verstummte Stimmen. Die Bayreuther Festspiele und die Juden 1876–1945 im Richard-Wagner-Park

Karl Ritters Propagandafilm Stukas stellte verzerrt dar, wie Soldaten die Festspiele erlebten. Nachdem der Pilot Hans abgeschossen und verwundet wurde, verfällt er in eine Depression. Man schickt ihn nach Bayreuth, wo er sich erholen und neuen Kampfgeist entwickeln soll. Zunächst berührt ihn die Vorführung nicht sonderlich, doch als er vom Balkon des Festspielhauses Siegfrieds Hornsignal hört, wächst sein Interesse. Zurück im Saal, beeindrucken ihn die Klänge von Siegfrieds Rheinfahrt. Während er von Erinnerungen an die Kameradschaft erfüllt ist, leuchten seine Augen. Als er später in die Schlacht zurückkehrt und mit den Kameraden die anspruchslose Melodie des Stuka-Liedes Wir sind die schwarzen Husaren der Luft singt, glänzen seine Augen noch immer.
Der Geheimdienst der SS überwachte die Soldaten und zeichnete ein positives Bild. So hieß es 1940 in einer Zusammenfassung, dass der „auf Befehl des Führers“ durchgeführte Versuch, „einfachen Volksgenossen“ die bedeutendsten und „schwierigsten Werke deutscher Kunst“ nahezubringen, ein Erfolg und eine „Kulturtat ersten Ranges“ gewesen sei. Es sei erfreulich, dass schlichte Arbeiter ihre „Hemmungen gegenüber ernster Kunst“ ablegen würden, die es während des „bürgerlichen Liberalismus“ gegeben habe.
Die Bayreuther Version der Ausstellung Verstummte Stimmen erzählte vom Schicksal jüdischer Musiker, die vor der Zeit des Nationalsozialismus in der Stadt tätig waren und später nicht mehr auftreten durften. Viele kamen während des Krieges ums Leben oder wurden in den Vernichtungslagern ermordet.
Eine Tafel erinnert an den Bariton Karl August Neumann, der 1933 in Hitlers Anwesenheit den Beckmesser sang und später wegen angeblicher Kontakte zum Widerstand verhaftet wurde.

#### Musik in den Konzentrationslagern
Es ist möglich, dass jüdische Opfer aus Bayreuth kurz vor ihrem Tod Wagners Musik gehört haben. Einige Überlebende konnten sich später an Stücke erinnern, die in den Konzentrationslagern gespielt wurden. So berichtete ein polnischer Musiker, er sei bei seinem Eintreffen in Auschwitz von einem „erstklassigen Symphonieorchester“ mit dem Lohengrin begrüßt worden.
Alex Dekel, der als Kind von Josef Mengele für Menschenversuche ausgewählt worden war, hörte das Werk bei seinem Eintreffen im KZ Auschwitz-Birkenau. Ein politischer Häftling des Konzentrationslagers Dachau berichtete von „aggressiv-patriotischer Wagnermusik“, die dort gespielt worden sei. Die große Mehrheit der Überlebenden konnte sich an Wagners Musik allerdings nicht erinnern, sondern erwähnte eher populäre Musik wie Schlager und Tanzmelodien.
Szymon Laks leitete das Männerorchester von Auschwitz und sprach von Potpourris mit russischer Musik und Stücken von Franz Schubert. Fania Fénelon und Anita Lasker-Wallfisch, die im Mädchenorchester von Auschwitz spielten, konnten sich an deutsche Schlager, Sätze von Brahms und Beethoven oder Melodien aus Carmen, Madama Butterfly und Tosca erinnern. Wagner sei nicht gespielt worden, da dies für ein Amateurensemble zu kompliziert gewesen wäre.
In seinen Memoiren beschrieb Primo Levi den Tagesablauf: Kehrten die Häftlinge nach einem harten Arbeitstag ins Lager zurück, mussten sie meist zu Unterhaltungsmusik marschieren, etwa zur Polka Rosamunde.
Nach Auffassung von Alex Ross passte Wagner nicht zur psychologischen Funktion der Musik in den Lagern. Laut Primo Levi sollte die Kombination von Unterhaltungsmusik und Terror zerstörerisch wirken. Die fröhlichen Melodien der Rosamunde seien über Lautsprecher auch bei Massenerschießungen im Konzentrations- und Vernichtungslager Lublin-Majdanek zu hören gewesen, um die Opfer zu verhöhnen.

## Israel
In Israel ist Wagner umstritten. Man ist sich uneinig, ob seine Werke dort aufgeführt werden sollen oder nicht. Die Auseinandersetzungen begannen bereits 1938 und halten an.
Als Reaktion auf die Novemberpogrome weigerte sich das Symphonie-Orchester Palästinas am 12. November 1938, die Meistersinger-Ouvertüre aufzuführen. Stattdessen spielte man die Ouvertüre zu Carl Maria von Webers Oberon.
Seitdem wird Wagner von einem großen Teil der israelischen Gesellschaft abgelehnt. Man identifiziert ihn mit dem nationalsozialistischen Regime, wenn auch die Erklärungen sich ändern. Weitere Formen des Widerstands waren stets von heftigen Diskussionen über die israelisch-deutschen Beziehungen oder die Rolle Deutschlands begleitet. Wie die israelische Historikerin Na’ama Sheffi ausführt, ging es dabei in der Regel nicht um die Musik oder den Komponisten selbst, sondern darum, wie Israelis mit ihrer Geschichte umgehen und das „schlimmste nationale Trauma“ bewältigen. Auch anderen Komponisten, die während der Zeit des Nationalsozialismus in Deutschland tätig waren, wurde Widerstand entgegengebracht. Neben Wagner betrifft dies vor allem Richard Strauss, aber auch Carl Orff und Franz Lehár.
Nach der Ankunft von Überlebenden des Holocaust verstärkte sich die Ablehnung gegenüber Künstlern, die man mit dem Regime in Verbindung brachte. Als im November 1952 in der israelischen Presse auf geplante Aufführungen von Werken Wagners und Strauss’ hingewiesen wurde, kam es zu heftigen Reaktionen. Während Strauss, dessen Till-Eulenspiegel-Tondichtung gespielt werden sollte, als Nationalsozialist dargestellt wurde, sprach man bei Wagner von einer Angst der Zuhörer, die von dem Einfluss des Komponisten „auf die deutschen Räuber“ wüssten.
1981 nahm das Israel Philharmonic Orchestra Teile aus Tristan und Isolde ins Programm eines Abonnementkonzerts. Zubin Mehta bat die Zuhörer, den Saal zu verlassen, sofern sie die Musik nicht hören wollten. Die Zuhörer aber blieben und protestierten. Unter den Platzanweisern war ein Veteran des Unabhängigkeitskrieges und Holocaustüberlebender, der seinen Protest herausschrie und dabei seine vernarbte Brust entblößte; sein Bild erschien am nächsten Tag in vielen israelischen Zeitungen.
Viele jüdische Dirigenten, die sich mit Wagners Einstellung befassen, setzen sich mit dem fälschlich als „Aufführungsverbot“ apostrophierten Tabu auseinander, seine Werke in Israel zu spielen. In den Diskussionen geht es um Wagners Ideologie und den Missbrauch seines Werkes während der Zeit des Nationalsozialismus.
Daniel Barenboim gilt als bekanntester Gegner eines Aufführungstabus, auch wenn er sich mit dieser Rolle nicht identifizieren mag und es neben ihm andere jüdische Dirigenten gibt, die Wagner in Israel spielen wollen. Zu ihnen gehört Leon Botstein, der davon ausgeht, eine Auseinandersetzung mit dem Holocaust werde auf diese Weise erschwert, womöglich sogar verhindert.
Nach einer Tournee der Berliner Philharmoniker wollte Barenboim die Diskussion in Israel voranbringen. Zunächst plante er eine Aufführung, die indes wegen ablehnender Reaktionen während der Proben nicht realisiert werden konnte. Im weiteren Verlauf änderte sich die Situation. So konnte Richard Strauss seit März 1990 wieder gespielt werden, und das Rischon-LeZion-Sinfonieorchester führte unter der Leitung von Noam Sheriff die Metamorphosen für 23 Solostreicher auf. 1991 unternahm Barenboim einen weiteren Versuch, im Charles Bronfman Auditorium Wagner zu spielen.
Als er 2001 mit der Staatskapelle Berlin in Jerusalem als Zugabe das Tristanvorspiel dirigierte, kam es erneut zu heftigen Reaktionen.
Barenboim plädiert dafür, zwischen Wagner als Person und dem Werk zu trennen, eine Haltung, die von jüdischen Dirigenten wie Georg Solti und Erich Leinsdorf geteilt wurde, und sagte in einem Interview: „Wagner war antisemitisch, seine Musik nicht.“
Der renommierte Dirigent Asher Fisch, der ebenfalls zwischen Person und Œuvre differenziert, wollte im Rahmen eines Vortrags an der Universität Tel Aviv ein Konzert mit Werken Wagners und anderer Komponisten veranstalten, erhielt aber eine Absage. Wie Fisch unterscheidet auch Roberto Paternostro zwischen Person und Werk. Er stieß auf Widerspruch, als er mit den Wagner-Urenkelinnen Katharina Wagner und Eva Wagner-Pasquier ein Konzert mit dem Israel Chamber Orchestra in Bayreuth leitete, bei dem auch das Siegfried-Idyll gespielt wurde. Paternostro hatte die Veranstaltung als einen „Akt der Versöhnung zwischen der Wagner-Familie mit ihrer Nazi-Vergangenheit und Israel“ ausgerufen.

## Forschungsansätze

### Entwicklung
Zwischen dem Ende des Zweiten Weltkrieges und den 1970er Jahren spielte Wagners Antisemitismus – von wenigen Ausnahmen abgesehen – innerhalb der Antisemitismusforschung keine große Rolle. Zu diesen Ausnahmen gehören etwa Theodor W. Adornos Versuch über Wagner (1939) und Robert W. Gutmans Biographie The Man, His Mind and His Music aus dem Jahre 1968.
Adorno äußerte sich in der (1952 erneut aufgelegten) Abhandlung erstmals zum Problem des Antisemitismus überhaupt.
Wie Richard Klein darlegt, spielen Adornos Aussagen über die Judenkarikaturen innerhalb seiner Wagner-Kritik eine untergeordnete Rolle und gehen auf Paul Bekker zurück.
Die Geschichts- und Politikwissenschaften haben den Hitler-Wagner-Komplex nur ansatzweise erforscht. Die Beziehung wurde meist damit erklärt, dass der Faschismus „auf eine Ästhetisierung der Politik“ hinauslaufe, wie Walter Benjamin in seinem Essay Das Kunstwerk im Zeitalter seiner technischen Reproduzierbarkeit geschrieben hatte. Benjamins Theorem beleuchtet zwar den generellen Funktionszusammenhang von Kunst und Politik, kann aber die Dimensionen des Nationalsozialismus und Hitlers Rolle als dessen treibende Kraft nicht angemessen beschreiben. Inwieweit der Komponist Hitlers Identitätsbildung beeinflusste, blieb ebenfalls ungeklärt.
Hans Rudolf Vaget geht in seinem Buch »Wehvolles Erbe«. Richard Wagner in Deutschland. Hitler, Knappertsbusch, Mann von der entgegengesetzten These aus, dass im Nationalsozialismus nicht die Politik ästhetisiert, sondern die Ästhetik politisiert wurde.
Erst später trat der Antisemitismus in den Vordergrund der Wagner-Debatten. So folgten dem hundertsten Jubiläum der Festspiele 1976 sowie der Inszenierung des Bühnenweihfestspiels Parsifal im Jahre 1982, hundert Jahre nach der Uraufführung, zahlreiche Diskussionen und Publikationen, die sich um Wagners Antisemitismus drehten.
Saul Friedländer untersuchte, wie Wagners Erlösungsvorstellungen mit seinem Antisemitismus zusammenhängen, und ging auf die Frage ein, welche Folgen sich für Hitlers Vorstellungen von einem „erlösenden Kampf“ gegen das Judentum ergaben.
In seinem Buch Nazi Germany and the Jews hatte Friedländer den Begriff „Erlösungsantisemitismus“ verwendet, um zwischen unterschiedlichen Formen des Judenhasses des 19. und frühen 20. Jahrhunderts zu unterscheiden.
Anders als im Rasseantisemitismus haben für Friedländer in dem so verstandenen Erlösungsantisemitismus die auf eine vermeintliche Rasse bezogenen Themen nur sekundäre Bedeutung. Der Kampf gegen Juden werde hier vielmehr von apokalyptischen Vorstellungen begleitet, indem die Erlösung eines Volkes oder einer „Rasse“ nur durch die Vernichtung der Juden erreicht werden könne. Derlei apokalyptische Versatzstücke finden sich auch bei Dietrich Eckart und vor allem in Houston Stewart Chamberlains antisemitischer Schrift Die Grundlagen des Neunzehnten Jahrhunderts.
Die Verbindung von Erlösungsideologie und rassischem Antisemitismus gebe dem antijüdischen Kampf eine religiöse Dimension und verleihe ihm die emotionale Gewalt eines kompromisslosen Kreuzzuges. Friedländer zitierte Aussagen aus Hitlers Mein Kampf, nach denen es „mit den Juden [...] kein Paktieren“ gebe, „sondern nur das harte Entweder-Oder“. „Indem ich mich des Juden erwehre, kämpfe ich für das Werk des Herrn.“

### Konferenz 1998
Im August 1998 fand während der Bayreuther Festspiele eine wissenschaftliche Konferenz von Wagnerforschern aus den Vereinigten Staaten, Israel, Deutschland und der Schweiz statt, auf der Wagners Antisemitismus analysiert wurde. Im Blickpunkt standen die vielschichtigen kulturellen und sozialpolitischen, historischen und psychologischen Hintergründe und die teils widersprüchlichen Beziehungen Wagners zu Repräsentanten jüdischer Kultur. Mit den israelischen Wissenschaftlern kamen auch der Botschafter Avi Primor und der Vorsitzende des Zentralrats der Juden in Deutschland Ignatz Bubis, die erstmals Bayreuth besuchten und an den Festspielen teilnahmen.
Unter den Referenten waren neben Musikologen und Theaterwissenschaftlern auch Historiker, Philologen, Religions- und Politikwissenschaftler. Mit einer Ausnahme gibt der von Dieter Borchmeyer, Ami Maayani und Susanne Vill herausgebende Band Richard Wagner und die Juden die Vorträge des Symposions und die stellenweise kontroversen Diskussionen wieder.

### Kontroversen

#### Thomas Mann

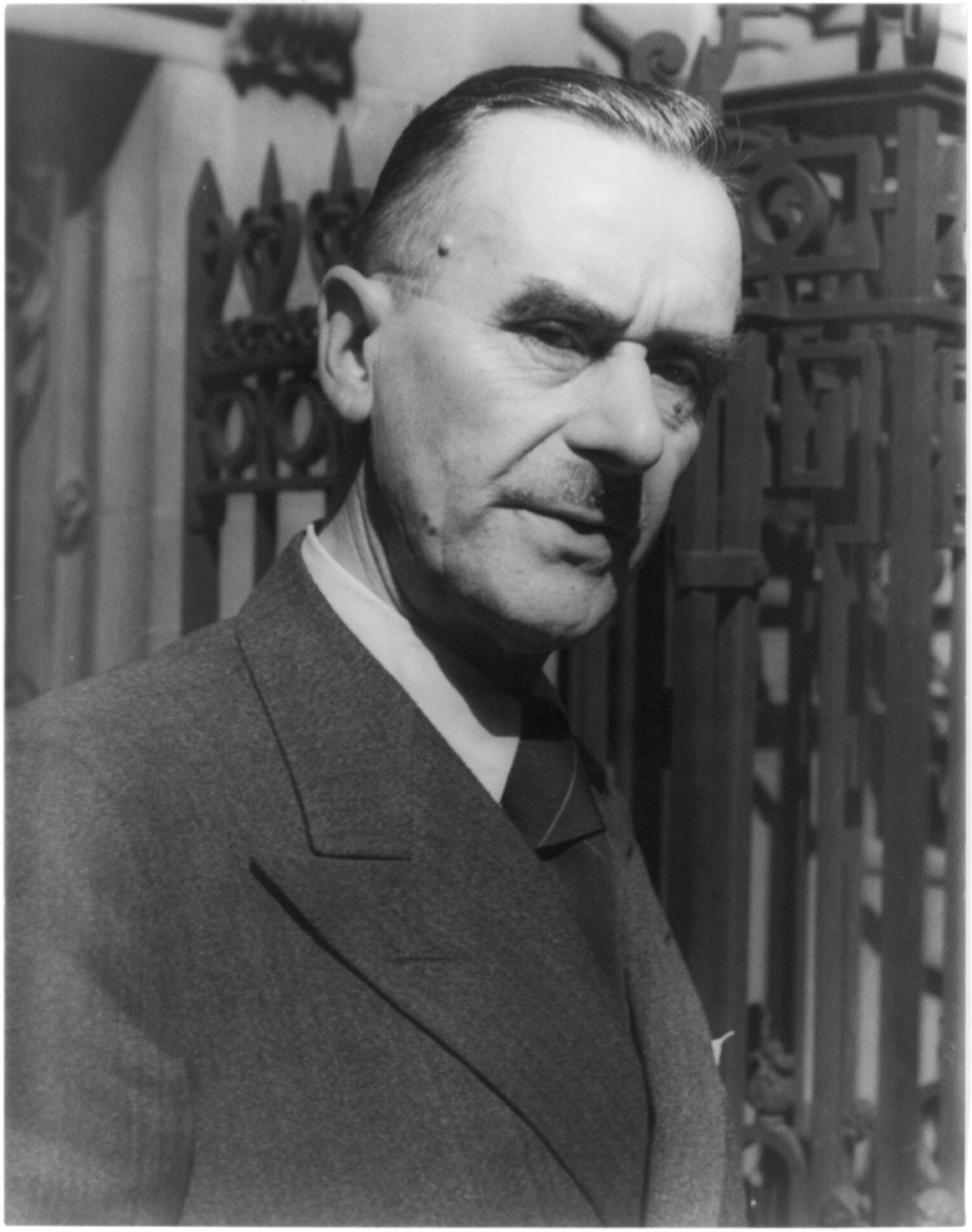
Thomas Mann, 1937

In Briefen und Vorträgen, Essays und dem epischen Werk setzte sich Thomas Mann immer wieder mit Richard Wagner auseinander. Wie kaum ein anderer Schriftsteller seines Ranges erkannte und brandmarkte er die Auswüchse des Faschismus bereits von den ersten Regungen an. In einer Tagebucheintragung vom 13. Februar 1935 setzte er sich erstmals mit dem Wagner-Hitler-Komplex auseinander. Nachdem er Josef Engel de Jánosis Abhandlung Das Antisemitentum in der Musik gelesen hatte, beschrieb er den Eindruck, „wie viel dieser als Charakter abscheuliche Kleinbürger tatsächlich vom Nationalsozialismus antizipiert.“ Der pseudonyme Verfasser, der 1874 in Bayreuth von Richard Wagner empfangen worden war, setzte sich in seinem Text für Giacomo Meyerbeer ein. Er erwähnte Wagners „Größenwahn“ und Antisemitismus ebenso wie dessen Undankbarkeit bestimmten Wohltätern gegenüber.
In dem provozierend betitelten Essay Bruder Hitler ging Thomas Mann auch auf eigene Probleme aus einer lange zurückliegenden Lebensphase ein und sprach über seine Beziehung zur Öffentlichkeit. Dass der „Bursche […] eine Katastrophe“ sei, könne kein Grund sein, „ihn als Charakter und Schicksal nicht interessant zu finden.“ Aus seiner frühen Zeit kannte Thomas Mann die Tendenzen zur Vereinfachung auch aus eigener Erfahrung. Sie mündeten in die Betrachtungen eines Unpolitischen, in denen er die „Zivilisationsliteraten“ verfolgte. Um sich schrittweise davon zu lösen, orientierte er sich an Nietzsches Abwendung von Richard Wagner. Nun sprach er von der „Rachsucht des Untauglichen, […] des extrem faulen […] abgewiesenen Viertelskünstlers“ und „des ganz und gar Schlechtweggekommenen“. Hitler habe nichts gelernt und könne nichts, „was Männer können“; stattdessen habe er das „Werkzeug“ einer „unsäglich inferiore(n), aber massenwirksame(n) Beredsamkeit“ entwickelt, mit dem er „in der Wunde des Volkes wühlt“. Die Entwicklung zeige verhunzte „Märchenzüge“, sei „wagnerisch, auf der Stufe der Verhunzung“.
Das Psychogramm knüpft gewissermaßen an die Novelle Mario und der Zauberer an. Nun wird Hitler nicht nur als künstlerischer „Bruder“, sondern als ein in die Politik versetzter Wagnerianer angesehen. Das Motiv des Helden, der in dem Märchen Der Jude im Dorn sein Mütchen am Juden kühlt, geht nicht auf Adornos Wagner-Studien zurück, die Thomas Mann erst 1944 kennenlernte. In ihnen spielt die Erzählung im Zusammenhang mit der Analyse der Meistersinger eine Rolle.
Während des Zweiten Weltkriegs schrieb er selbstkritische Essays über die eigene kulturelle Identität. Es sei unbestreitbar, dass es zwischen der Sphäre Wagners „und dem nationalsozialistischen Unheil“ vertrackte und peinliche Beziehungen gebe. 
In seinem 1940 veröffentlichten Essay Zu Wagners Verteidigung, mit dem er auf Peter Vierecks Artikel Hitler und Wagner reagierte, ging er erstmals auf den Aspekt der Antizipation ein. Das Œuvre Wagners schien ihm nun eine „genaue geistige Vorform“ der nationalsozialistischen Ideologie zu sein. Wagner sei „eines der schwierigsten, [...] faszinierendsten Vorkommnisse der Kunst- und Geistesgeschichte“. Nationalsozialismus bedeute, nicht das „Soziale“ zu wollen, sondern „das Volksmärchen“. Er sei die tragische Konsequenz der mythischen Politikfremdheit des deutschen Geistes. Das „nazistische Element“ finde sich nicht nur in Wagners „Literatur“, sondern auch in seiner Musik. Bei aller Begeisterung für das auch von ihm geliebte „fragwürdige“ Werk dürfe man nicht übersehen, dass es gegen die Zivilisation gerichtet sei. Mit der „Mischung aus Urtümlichkeit und Zukünftigkeit“, dem „Appell an eine klassenlose Volklichkeit“ sowie dem „mythisch-reaktionären Revolutionarismus“ sei es der Vorläufer der „metapolitischen Bewegung“, die nun den „Schrecken der Welt“ bilde und besiegt werden müsse.

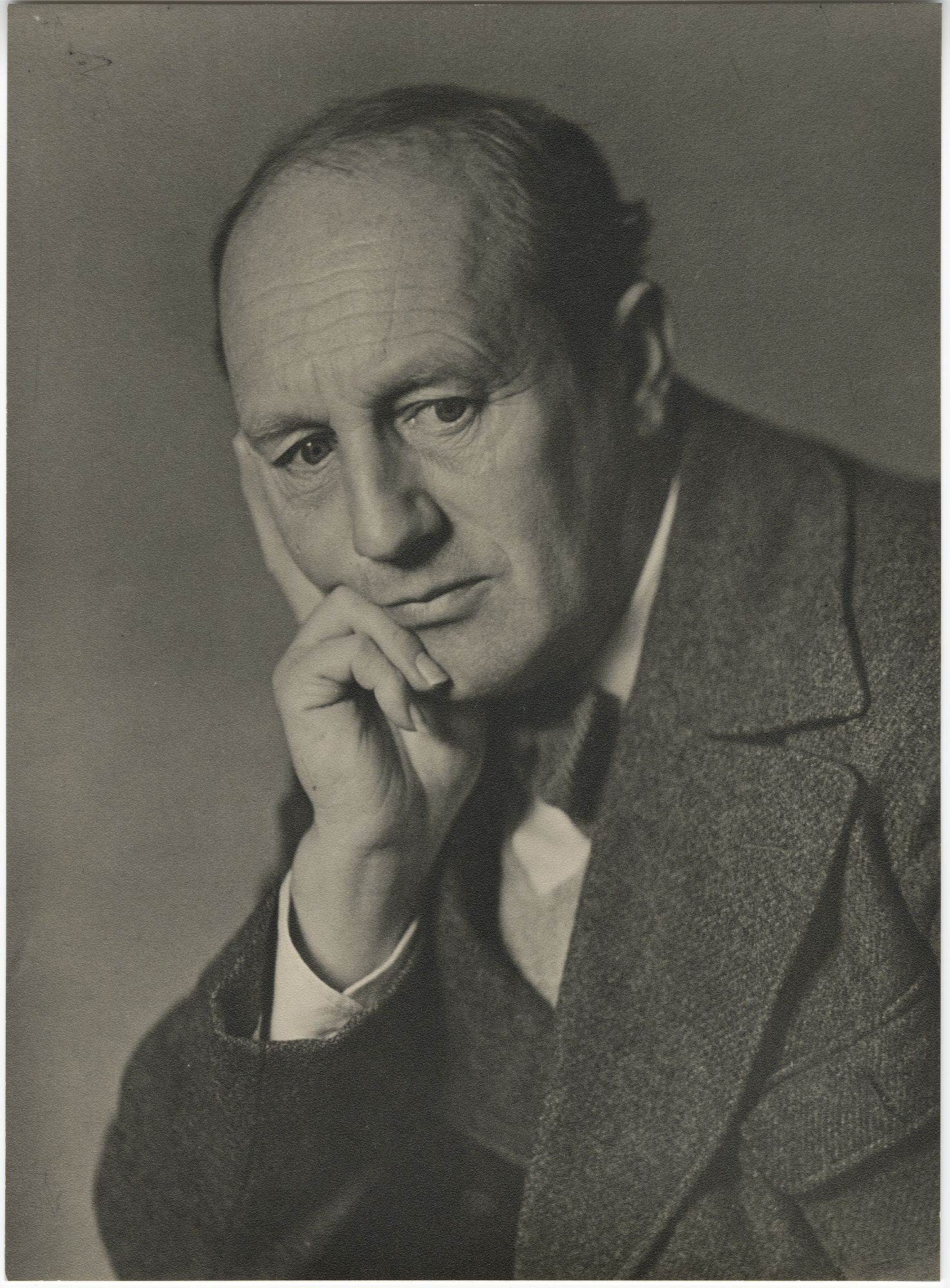
Emil Preetorius, Porträtaufnahme von Theodor Hilsdorf

In einem Schreiben an den Bühnenbildner Emil Preetorius vom 6. Dezember 1949 findet sich die Wendung „gewiß, es ist viel ›Hitler‹ in Wagner“, ein Satz, der die einschlägige Wagner-Kritik auf den Punkt zu bringen scheint. Er wirft die zentrale Frage auf, ob und inwieweit Adolf Hitler von Wagner vorweggenommen wurde.
Preetorius war von 1933 bis 1939 als „szenischer Leiter“ der Bayreuther Festspiele in einer herausgehobenen Stellung tätig gewesen. Nach dem Ende des Krieges schlug er Thomas Mann vor, „eine Apologie“ Wagners zu schreiben, „die der irrigen und irreführenden Meinung“ entgegentreten sollte, der Komponist „sei eine Art Nazi“ gewesen. In diesem Sinne hatte er seinen 1942 veröffentlichten Essay Wagner: Bild und Vision leicht revidiert und dem Autor zugesandt. Thomas Mann lobte zwar die „klug(e) und liebevoll(e)“ Darstellung, warf Praetorius aber vor, die entsetzlichen Seiten Wagners wegzulassen und den „ans Unglaubliche“ grenzenden „Welterfolg“ des Komponisten zu verklären. „In Wagners Bramarbasieren, […] Alleinreden-Wollen, über alles Mitreden-Wollen“ liege „eine namenlose Unbescheidenheit, die Hitler“ vorwegnehme.
In seinem Zeitroman Doktor Faustus hatte Thomas Mann ihn als Dr. Sixtus Kridwiß verewigt, was nicht sonderlich schmeichelhaft war, ist die Figur doch der geistige Führer einer Gruppe von Intellektuellen, die auf unterschiedliche Weise den Nationalsozialismus vorwegnehmen. In dem offenen Brief an Walter von Molo (Warum ich nicht nach Deutschland zurückgehe) finden sich spitze Bemerkungen über den Opportunismus des ehemaligen Freundes. „Der Anblick, wie deutscher Geist […] sich zum Schild und Vorspann“ des Bösen hergegeben habe, sei qualvoll. Es seien auch während der Zeit des Nationalsozialismus „ehrbarere Tätigkeiten“ möglich gewesen, „als für Hitler-Bayreuth Wagner-Dekorationen zu entwerfen“. Die Bemerkung, es sei „viel ›Hitler‹ in Wagner“ ist somit als deutliche Absage zu verstehen, den Komponisten in dieser Form zu entlasten.
Vor dem Hintergrund der vielen Wagner-Essays fand die Bewertung eine besondere Resonanz. So griff Annette Hein die Äußerung in ihrer 1996 veröffentlichten Studie Es ist viel „Hitler“ in Wagner auf. Es handelt sich um die erste Aufarbeitung der Bayreuther Blätter. Hein geht von einer Kontinuität zwischen Wagners Denken und dem der Verfasser der Zeitschrift aus. Wagner selbst habe die wichtigsten ideologischen Vorgaben für die Zeitschrift gemacht, denen sie bis 1938 gefolgt sei. In seinen Musikdramen und Schriften sei „vieles angelegt“, was der Nationalsozialismus „zur Rechtfertigung seiner menschenvernichtenden Politik“ benötigt habe.
Laut Hans Rudolf Vaget ließ Hein in ihren Untersuchungen den Kontext aus und nutzte den Satz Thomas Manns „als eine Art Aushängeschild“, um sich mit der Zeitschrift beschäftigen zu können. Udo Bermbach kritisierte, dass alle Unterschiede zwischen Hitler und Wagner verwischt worden seien.

#### Vorwegnahme des Nationalsozialismus
Zum hundertjährigen Jubiläum der Bayreuther Festspiele veröffentlichte der Germanist Hartmut Zelinsky eine Dokumentation zur Wirkungsgeschichte des Komponisten. In ihr zog er eine direkte weltanschauliche Verbindung von Wagners Ideologie über die Tätigkeit des Bayreuther Kreises bis hin zu Adolf Hitler und der Zeit des Nationalsozialismus. Selbst in den Festspielen des Neuen Bayreuth von 1951 sah er noch Wesenszüge dieser Traditionslinie. Von Georg Wilhelm Friedrich Hegel ausgehend habe Wagner sein Weltbild zu einem System entwickelt, das mit dem Ansprach auf Erlösung und Herrschaft auf fruchtbaren Boden fallen musste. Wagners „Privatmythologie der Vernichtung, Verneinung und Entsagung“ habe sich verhängnisvoll auf die deutsche Geschichte ausgewirkt. Zelinsky gelangte auch in ergänzenden Arbeiten zu der These, Wagners wichtigste ideologische Fixierung sei die konkrete „Erlösung vom Judentum“ gewesen. In seinem Bühnenweihfestspiel mit der Formel „Erlösung dem Erlöser“ sowie in den begleitenden Regenerationsschriften habe sich Wagner für eine „arische deutsche Gesellschaft“ eingesetzt. Dieses Votum sei über Hans von Wolzogen und Houston Stewart Chamberlain weitergetragen worden und habe in Hitler einen unbarmherzigen Vollstrecker gefunden.
Laut Zelinsky bezog Wagner den Untergang Walhalls nicht auf den Kapitalismus oder Imperialismus, „sondern auf sein Bild vom Juden“. Bereits am Ende seines Gedichts Die Not (1849) sowie seines Dramenentwurfs Wieland der Schmied finde sich das Bild einer „durch Feuer vernichteten Geldwelt, d.h. Judenwelt“. In dem fragmentarischen Werk stirbt Neiding schließlich in der brennenden Schmiede. Das Ende des Dramas ziele auf den Brand von Paris sowie auf den verhassten Giacomo Meyerbeer. Zelinsky verweist auf einen Brief Wagners an Theodor Uhlig, der sechs Wochen nach Veröffentlichung seines Pamphlets entstand. Dort schrieb Wagner, er glaube an keine andere Revolution mehr, „als an die, die mit dem Niederbrande von Paris“ beginne.

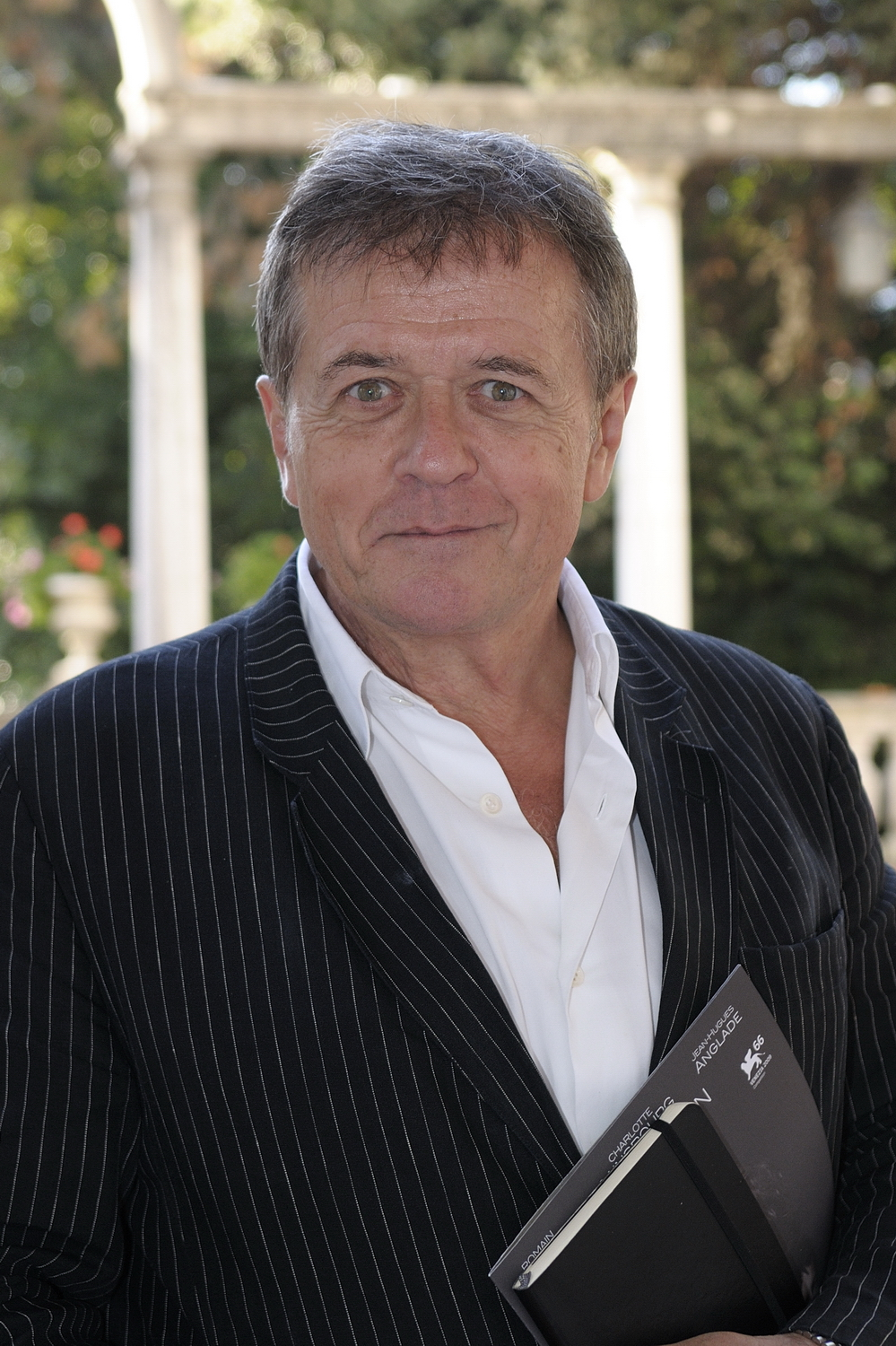
Patrice Chéreau, 2009

Wie Udo Bermbach ausführt, ist die Materialfülle der Dokumentation beeindruckend. Zelinskys Thesen seien argumentativ nicht leicht abzutun. In seinen Arbeiten habe er Wagner allerdings ausschließlich aus der Perspektive der Erbe-Verwalter und der Ideologen des Nationalsozialismus interpretiert. Er unterscheide nicht zwischen Wagner und den zahlreichen Interpreten, die in seinem Namen auftraten und beanspruchten, sowohl das Werk als auch die Weltanschauung authentisch wiederzugeben.
Ein weiterer Kritikpunkt war, dass sich während der Veröffentlichung des Buches bereits ein linkes Wagner-Verständnis durchzusetzen begann, das mit Patrice Chéreaus Inszenierung des Jahrhundertrings bestätigt wurde. Zelinsky kritisierte Wagners Werke und Weltanschauung und nahm hierbei auch ideologiekritische Impulse der Studentenbewegung auf, stellte sich damit aber quer zu einer Auffassung, die von marxistisch geprägten Regisseuren wie Harry Kupfer, Joachim Herz oder Götz Friedrich verkörpert wurde. Zelinsky nahm Wagner zwar als Revolutionär wahr, las dessen einschlägige Pamphlete aber nur als Aussagen des konservativen Revolutionärs, der einen verlorenen Zustand wiederherstellen wollte. Wagner sei von einer auf sich und sein Werk zulaufenden radikalen Gesellschaftsänderung besessen gewesen und habe Begriffe wie „Volk“ und „Sozialismus“ nur im Sinne einer Privatideologie verstanden. Aus Zelinskys Perspektive wurde Wagners Revolutionsbegriff zum direkten Vorläufer dessen, was über die Bayreuther Schriften das Revolutionsverständnis Hitlers und der Nationalsozialisten prägte.
Dass die Auseinandersetzungen äußerst heftig waren, zeigen die Tumulte, von denen die Premiere des „Jahrhundertrings“ überschattet war. Im weiteren Verlauf wurde ein neuer Verband gegründet, in dem sich konservative Wagnerianer zusammenschlossen. Angeregt von Uwe Faerbers Schrift Der Jubiläums-Ring in Bayreuth 1976, in der Chéreaus Inszenierung scharf verurteilt worden war, entstand der „Aktionskreis für das Werk Richard Wagners e.V.“, aus dem die „Deutsche Richard-Wagner-Gesellschaft e.V.“ hervorging. Der bis dato in der Wagner-Szene unbekannte Karl Richter veröffentlichte die umfangreiche Studie Richard Wagner. Visionen. Werk – Weltanschauung – Deutung, der die rechtsradikale Tendenz nicht unmittelbar anzumerken war.
Mit dem Schlagwort der „Werkgerechtigkeit“ sprach Richter nicht nur konservative, sondern auch rechte und rechtsradikale Leser an. Angesichts der politischen Umbrüche und der Suche nach einer neuen Identität könne sich der Leser an Wagner halten, der eine Orientierung jenseits des überholten Individualismus und des westlichen Wertesystems biete. Wagner habe „eine soziale, politische Vision“ entwickelt, deren „Kern die Utopie der idealen Gemeinschaft“ sei.
Nach Auffassung Udo Bermbachs ebnet der rechtsextreme Autor die Widersprüche Wagners ein, hebt hingegen dessen Argumente gegen die gesellschaftliche Dekadenz sowie den Verfall der Künste hervor. Er unterstreiche das antimoderne Revolutionsverständnis Wagners, der „kein Mann der Realpolitik“ gewesen sei und in den sechziger Jahren des 19. Jahrhunderts nicht „vor dem Fortschritts- und Machbarkeitskult“ der einstigen Revolutionäre kapituliert habe. Wagners Leben und Denken werde auf diese Weise gegen Liberalismus, Demokratie und das allgemeine Wahlrecht in Stellung gebracht. Richter stufe Wagners antisemitische Haltung als eher moderat ein und verbinde sie mit den Zürcher Kunstschriften. Dies sei zwar durchaus möglich und werde detailreich in der Kultur- und Geistesgeschichte Deutschlands verankert; in der Tendenz sei es aber einseitig und werde so formuliert, dass die politische Richtung nicht deutlich zu erkennen sei.
Die Arbeiten weiterer Autoren liefen darauf hinaus, eine fatale Kontinuität von Martin Luther, über Friedrich den Großen, Hegel und Otto von Bismarck bis in die Zeit des Nationalsozialismus sichtbar zu machen.
Rudolf Schottlaender schrieb 1983, dass es „wohl nie eine verhängnisvollere Mystifikation gegeben“ habe als die „des späten Wagner“, da sie „die Nationalsozialisten zu ihren Synthesen von Siegfried und Parsifal“ und schließlich „zu den Nürnberger Rassengesetzen“ inspiriert habe. Darauf reagierte der Journalist und Schriftsteller Berndt W. Wessling mit der Feststellung, Wagner habe den Rassismus und den Antisemitismus „entdeckt“. In seiner Anthologie Bayreuth im Dritten Reich bezog Wessling sich auch auf Zelinsky und behauptete, es gehe „an den Realitäten vorbei“, Wagner von der Verantwortung für den Nationalsozialismus freizusprechen. Laut Dieter David Scholz ist dies ebenso unbelegt wie etwa Moshe Zuckermanns Auffassung, Wagner zu den Rasseantisemiten zu zählen, deren Ziel eine „germanisch-arische Rassenrevolution“ sei. Wagners rassistische „Assoziationen, [...] sein aggressiver Chauvinismus und Antisemitismus“ hätten sich zu Determinanten des nationalsozialistischen Denkens entwickelt. Hans Mayer hingegen wies darauf hin, dass bei Wagner neben antisemitisch-nationalistischen auch utopisch-sozialistische Ansätze vorhanden waren. Es sei „dialektisch falsch“, eine direkte Verbindung zum Nationalsozialismus herzustellen.
Eine direkte Verbindung vom Phänomen Wagner zum Nationalsozialismus hatte bereits Ludwig Marcuse angenommen und die „bourgeoise Verehrung“ des Bayreuther Meisters als präfaschistisch bewertet. Das Dritte Reich habe „keinen größeren Ahnen und keinen vollendeteren Repräsentanten seiner Ideologie“ als Richard Wagner.

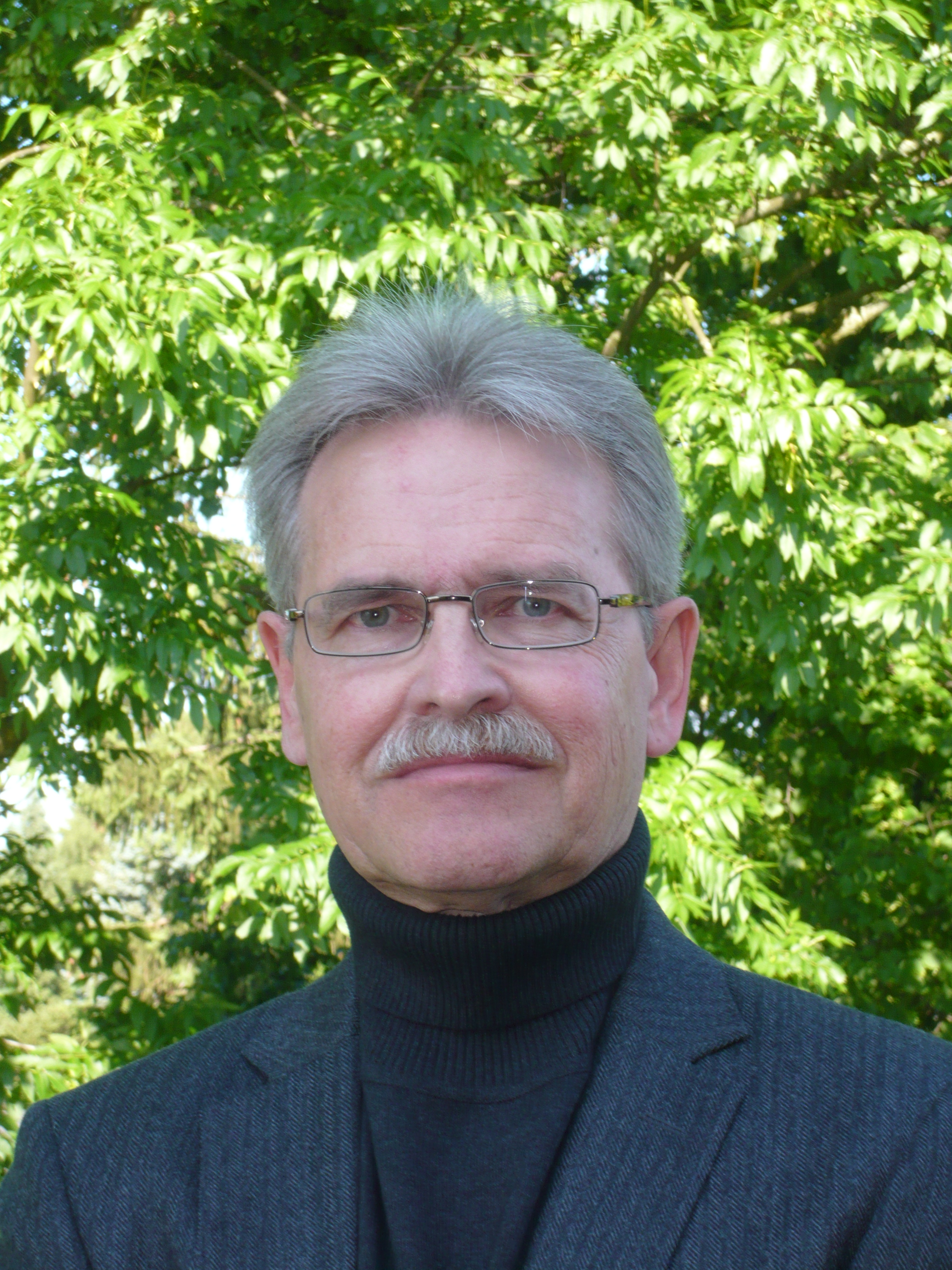
Joachim Köhler, 2012

Joachim Köhler veröffentlichte zwei Biografien, in denen er im Stil des Enthüllungsjournalismus eine direkte ideologische Verwandtschaft zwischen Wagner und Adolf Hitler postulierte. Von Rienzi beeindruckt, habe Hitler sich den Volkstribunen zum Vorbild genommen und einen obsessiven Wagnerismus entwickelt. Wagner habe die Vorlagen für Hitlers Expansions- und Vernichtungspolitik sowie den Holocaust geliefert. Zu den Verwaltern des Erbes gehöre neben Houston Stewart Chamberlain auch Winifred Wagner, die den „Testamentsvollstrecker“ Hitler an seinem 50. Geburtstag mit einer Originalpartitur Wagners zum „Erben des Nibelungenschatzes“ gemacht habe.
Die Inszenierung der Person, die Ästhetisierung der Politik, die theatralischen Machtdemonstrationen und die Darstellung des Untergangs mit dem Befehl der verbrannten Erde seien von Wagner vorgeprägt worden. Köhler erwähnt auch den gemeinsamen Suizid mit Eva Braun, der dem Tod von Tristan und Isolde nachgebildet worden sei.
Udo Bermbach hält die Konstruktion einer ideologischen Verwandtschaft für plump und intellektuell anspruchslos. Köhler arbeite mit vielen assoziativ verbundenen Zitaten, um vermeintliche Parallelen zwischen den Lebenswegen Wagners und Hitlers anzudeuten. Dabei übersehe er semantische Differenzen und unterschiedliche historische Zusammenhänge und reduziere den Revolutionär Wagner auf einen direkten Vorläufer der NS-Ideologie. Er missachte Grundregeln historischer Forschung und kritischer Interpretation der Quellen. Hitler habe sich zur Begründung seines Antisemitismus nicht auf Wagner berufen. Wagner und Hitler bewerteten nahezu alle Bereiche der Kultur, Politik und Gesellschaft ganz unterschiedlich. So neigte Wagner in seinen späten Jahren zum Pazifismus und Buddhismus, während Hitler noch Stunden vor dem Selbstmord nicht von seiner bellizistischen Haltung abrückte.
Laut Paul Lawrence Rose bemühen sich zu viele Wagnerianer darum, die Werke „vom Vorwurf des Antisemitismus zu schützen“ und Bayreuths Mitwirkung am NS-Staat zu leugnen. Bereits die Bilder von Winifred und Hitler in Bayreuth und bei der Grundsteinlegung am Leipziger Wagner-Denkmal sowie von Hitlers glanzvollen Auftritten veranschaulichten die Verbindungen zwischen Wagners Gedankengut, dem Nationalsozialismus und dem Holocaust, die sich nicht verleugnen lassen könnten.
Rose spekuliert, ob etwa Rousseau die Terrorherrschaft seines Schülers Robespierre begrüßt oder Marx und Lenin mit Stalin kooperiert hätten. Ebenso könne man sich fragen, ob Wagner mit Hitler sympathisiert hätte, selbst wenn Historiker derlei Fragestellungen als ahistorisch ablehnen würden. Bei der Persönlichkeitsstruktur Wagners und der „obsessiven Auseinandersetzung mit Problemen, [...] die gelöst werden müssten“, könne er sich nicht vorstellen, dass Wagner sich von denen distanziert hätte, die Hitler folgten und auch für den Holocaust verantwortlich waren. Zwar widerspreche Wagner sich häufig selbst; seine Ansichten zur Judenfrage habe er allerdings nur dann hinterfragt, wenn es darum ging, sie „noch extremer zu formulieren.“
Wagner bleibe in seinen Aussagen, etwa den Metaphern vom Verschwinden des Jüdischen, permanent doppeldeutig. Stets müsse gefragt werden, ob er dies im übertragenen Sinne oder buchstäblich meine, so als er „im heftigen Scherz“ äußerte, „es sollten alle Juden in einer Aufführung des Nathan verbrennen“ oder Hermann Levi riet, „als Jude“ habe er „nur zu lernen zu sterben“.
Diese Mehrdeutigkeit kennzeichne den deutschen Antisemitismus vom 18. bis zum 20. Jahrhundert.
Siegfrieds Drohung gegenüber Mime, „jetzt mach dich fort, misch dich nicht drein; sonst fällst du mir mit ins Feuer!“ hätten die meisten Interpreten als überbordende Metapher und nicht als prophetische Vorwegnahme von Auschwitz betrachtet. Für Rose handelt es sich allerdings um ein ernst zu nehmendes Beispiel historischer Prophetie; Sprachbilder könnten je nach den Umständen im Metaphorischen bleiben oder tatsächlich umgesetzt werden. Das Verfahren historischer Prophetie sei hilfreich, um nach den Ursprüngen ungeheuerlicher Ereignisse wie dem Holocaust zu suchen.
Prophetie müsse nicht nur bedeuten, zukünftige Ereignisse vorauszusehen, sondern auch empfinden zu können, in welche Richtung sich eine Situation entwickeln könne. Es gebe keinen Grund, dies von der historischen Forschung auszunehmen.
Roses Ausführungen wurden heftig kritisiert und überwiegend abgelehnt. So fühlte Peter Gay sich „als Anti-Wagnerianer und Historiker“ beleidigt. Er widersprach dem Vorwurf, Wissenschaftler wollten etwas unter den Teppich kehren, und hielt den behaupteten geschichtlichen Zusammenhang von Luther bis Hitler für absurd. Jens Malte Fischer sah sich in der „unangenehmen Lage“, Wagner verteidigen zu müssen, und erklärte, Roses Referat habe die Widersprüche im Denken des Komponisten übersehen. Man könne nicht lediglich die fatalen Äußerungen Wagners berücksichtigen, die anderen aber weglassen. Es sei falsch, den Begriff „exterminatorisch“ für Wagners Antisemitismus im Sinne einer „physischen Ausrottung“ zu verstehen.
Dina Porat, die weltanschaulich-revolutionären Antisemitismus für gefährlicher hält als irrationalen Judenhass, wandte sich gegen Roses Interpretation der Geschichte aus der Rückschau. Es sei falsch, Siegfrieds Drohung mit dem Holocaust in Verbindung zu bringen. Aus dem Publikum wurde zudem eingewandt, dass die Deutung des zitierten Belegs falsch sei: Siegfried wolle Mime gerade keine Gewalt antun, sondern ihn vor seiner eigenen Ungeschicklichkeit bewahren, ins Feuer zu fallen.
Rose selbst wiederum grenzte sich von einer monokausalen Deutung der Geschichte Deutschlands ab, die auf Auschwitz zulaufen müsse, und wies darauf hin, dass Daniel Goldhagen die Vorstellung eines eliminatorischen Antisemitismus von ihm übernommen und simplifiziert habe. Es habe sich um einen indirekten Weg gehandelt, bei dem komplizierte Zusammenhänge berücksichtigt werden müssten. Bei Operninszenierungen müsse man Wagners Einstellung beachten, um die jeweilige Botschaft der Werke ausdrücken zu können.
Im Sinne von Autoren wie Marcuse, Rose, Zelinsky und schließlich Köhler entwickelte sich ein Vorverständnis, nach dem in Wagners Œuvre wichtige Elemente der Vorstellungen und Politik Hitlers im Kern bereits enthalten seien. Zu den Hitler-Biographen, die Wagner eine entscheidende Rolle beimessen, gehört Joachim Fest. Nach seiner Auffassung bildeten die Musikdramen im Wechselspiel mit den Schriften „das ideologische Milieu, das Hitlers Ängsten und Triumphbedürfnissen am treffendsten entsprach.“
1994 plädierte Fest in einem Vortrag dafür, die Wirkungsgeschichte weiter aufzuarbeiten, und forderte einen „Wagner von außen“. 20 Jahre nach Abschluss seiner Biographie von 1973 glaubte er, dass die Forschung die Bedeutung des Komponisten noch nicht hinreichend herausgearbeitet habe. Fest selbst differenzierte zwischen der „wählerischen Judenfeindschaft“ Wagners, die er auf einen antikapitalistischen Impuls zurückführte, und dem radikalen, rassisch begründeten Antisemitismus Hitlers, ging aber nicht von einem kausalen Zusammenhang aus.
Vaget bewertet dieses Fazit als seltsam unentschieden und stellenweise widersprüchlich. Einerseits wende Fest sich gegen die Historiker, die den Einfluss Wagners angeblich übersehen, andererseits gegen diejenigen, die ihn überbewerten. Diesen halte er wiederum entgegen, „ein Verhältnis unmittelbarer Nachfolge“ sei „nicht ohne Gewaltsamkeit“ herzustellen. Für Vaget ist dies folgewidrig, da nicht einzusehen sei, warum Wagner nicht auch bezüglich des Judentums der „bestimmende Lehrmeister“ Hitlers hätte sein können. Hitlers Wagner-Leidenschaft beruhte ohnehin nicht auf Leseeindrücken, sondern auf dem Rienzi-Erlebnis, das ihn mit „epiphanieartiger Gewalt“ beeinflusste. Nach Ansicht Vagets war die Identitätsentwicklung des jungen Hitler die eines bildenden Künstlers, der sich im Schatten des übermächtigen Komponisten entwickelte. Die Sichtweise, Hitler vom Sozialstatus her als Künstler einzuordnen, wird auch von Michael H. Kater vertreten. Während der Wiener Zeit gehörte er dem Künstlerproletariat an und war mit bescheidenen Mitteln in der Malerei produktiv, während er die Musik nur rezeptiv erlebte. Vaget vermutet, dass ihm die Politik eine unbegrenzt erscheinende Projektionsfläche bot, die von Wagner empfangenen Eindrücke zu gestalten. In diesem Sinne habe er später eine Sichtweise unterstützt, die ihn zum „ersten Künstler der deutschen Nation“ erhob.
Laut Ernst Hanisch war die Wirkung der frühen Opernbesuche mit einer Droge für Hitlers „Machtträume“ vergleichbar. Wie andere Zeitgenossen habe er die Moderne als Vorgang der Entzauberung erlebt und geglaubt, den Prozess durch bestimmte kulturelle Praktiken aufhalten zu können. Die auratischen Musikdramen Wagners erschienen ihm – wie großen Teilen des Bürgertums – ein wichtiges Mittel, die moderne Lebenswelt zu reauratisieren.
Der Komponist war für Hitler eine wichtige Orientierungsfigur. Es begann mit dem Lohengrin-Erlebnis des Zwölfjährigen, über das er noch in Mein Kampf berichtete, und setzte sich mit den Rienzi-Eindrücken in Linz sowie zahlreichen Besuchen von Wagner-Aufführungen fort. Hitler besuchte die Bayreuther Festspiele erstmals 1925 und entschied sich, den Titel seiner Programmschrift Wagners Autobiographie Mein Leben nachzubilden. Die Bezeichnung „Führer“ übernahm Hitler laut Udo Bermbach vermutlich aus der Oper Lohengrin. Am Ende des Werkes wird „Herzog Gottfried“ von Lohengrin als „Führer“ eingesetzt. Die Titelfigur wählt die Worte: „Seht da den Herzog von Brabant! / Zum Führer sei er euch ernannt!“
Im Jahre 2022 ließ die Urenkelin Wagners und Leiterin der Bayreuther Festspiele Katharina Wagner das Wort durch „Schützer“ ersetzen. Dies sei ein „gängiges Substitut“, das von zahlreichen Häusern verwendet werde. Gerade in Bayreuth habe man wegen des politischen Hintergrundes eine große Verantwortung und sollte „besonders sensibel sein“. Der Dirigent und frühere Musikdirektor der Festspiele Christian Thielemann kritisierte den Vorgang und sprach von einem „Führer-Skandal“. So stehe es nun einmal in der „Partitur“, in der sich noch weitere derartige Textstellen wie etwa „für deutsches Land das deutsche Schwert“ finden ließen. Er verwies auf andere Werke der Opernliteratur, die in Gefahr seien. Man könne dann etwa Puccinis Oper Tosca „mit der versuchten Vergewaltigung, dem Mord und so weiter“ nicht mehr spielen. Von konservativer Politik würde er „erwarten, dass sie sagt: Jetzt kümmern wir uns erst einmal darum, dass das Land vernünftig funktioniert, bevor wir darüber nachdenken, welche Werke der Weltliteratur man umschreiben könnte“.
Die NS-Ideologie konnte an die mehrdeutigen Begrifflichkeiten des Komponisten vielfach anknüpfen. Der bekannte Satz „Ich aber beschloss, Politiker zu werden“ aus Hitlers Propagandaschrift geht wohl auf Wagners Formulierung „ich beschloß Musiker zu werden“ zurück, die sich in der Autobiographischen Skizze von 1843 findet.
Wie Bermbach ausführt, lässt sich aus den Bemerkungen Hitlers kein „authentisches Wagner-Verständnis“ ableiten. Viele seiner Äußerungen belegen, dass er Wagner lediglich in sein eigenes Weltbild einfügte. Als er etwa 1912 seinem Freund August Kubizek schrieb, das Musikdrama Siegfried habe ihm das erste Mal offenbart, „was Blutmythos“ sei, handelte es sich um eine eigenwillige Interpretation, die den Vorstellungen Wagners widersprach.
Einige Wissenschaftler lehnten eine systematische Rekonstruktion der antisemitischen Theorien Wagners ab. So betonte Walter Gebhard den durchgehend politischen Charakter der Wagnerschen Poetik. Mit ihrer apologetischen und polemischen Rhetorik sei sie in kein philosophisches System zu integrieren. Jens Malte Fischer warnte in dem Zusammenhang davor, ein „ästhetisches [...] oder ein soziales Programm“ könnte dazu führen, Wagners Antisemitismus zu nobilitieren.